# Lewis Hamilton
Lewis Carl Davidson Hamilton, MBE (ur. 7 stycznia 1985 w Stevenage) – brytyjski kierowca wyścigowy, startujący w mistrzostwach świata Formuły 1 od sezonu 2007. Od sezonu 2025 kierowca zespołu Scuderia Ferrari, siedmiokrotny mistrz świata Formuły 1 (2008, 2014, 2015, 2017, 2018, 2019, 2020) i trzykrotny wicemistrz w tej samej serii (2007, 2016, 2021), wcześniej zwycięzca Serii GP2 (2006) oraz innych serii wyścigowych.
Powszechnie uważany za jednego z najlepszych, a przez niektórych najlepszego kierowcę w historii Formuły 1. Już podczas debiutanckiego sezonu w Formule 1 ustanowił mnóstwo rekordów, zdobywając wicemistrzostwo tracąc jedynie punkt do Kimiego Räikkönena. W 2021 roku przekroczył barierę stu zwycięstw, stając się pierwszym kierowcą który tego dokonał.
Hamiltonowi przypisuje się zwiększenie globalnej rzeszy fanów Formuły 1 poprzez przyciągnięcie szerszej publiczności spoza świata sportu, częściowo ze względu na jego "głośny" styl życia, aktywizm społeczny i ekologiczny oraz działalność w świecie muzyki i mody. Stał się również orędownikiem wspierania aktywizmu w walce z rasizmem i dążenia do zwiększenia różnorodności w sportach motorowych. Znalazł się w gronie 100 najbardziej wpływowych ludzi na świecie według magazynu Time w 2020 roku. Rok później otrzymał tytuł szlachecki.
Współrekordzista (wraz z Michaelem Schumacherem) w liczbie zdobytych tytułów mistrza Formuły 1 (siedem) oraz rekordzista w ilości zwycięstw (105), podiów (201) oraz pole position (104)  w tej samej serii.

## Życiorys

### Dzieciństwo i edukacja
Lewis Carl Davidson Hamilton urodził się 7 stycznia 1985 roku w Stevenage w hrabstwie Hertfordshire. Jego ojciec Anthony Hamilton pochodzi z Grenady, a matka Carmen Larbalestier jest brytyjką urodzoną w Birmingham. Rodzice Hamiltona rozstali się, gdy chłopiec miał zaledwie dwa lata. Do dziesiątego roku życia mieszkał z matką i starszymi przyrodnimi siostrami – Samanthą i Nicolą. Następnie zamieszkał z ojcem i macochą Lindą, oraz młodszym przyrodnim bratem Nicolasem, który również jest kierowcą wyścigowym. Hamilton wychowywał się w rodzinie katolickiej.
Gdy miał pięć lat ojciec kupił mu zdalnie sterowany samochód, co sprawiło że od tego czasu mocno zaczął interesować się motoryzacją, oraz wyścigami. Pierwszym sukcesem było zajęcie drugiego miejsca w krajowych mistrzostwach BRCA, rywalizując z dorosłymi. Jako jedyne czarnoskóre dziecko ścigające się w swoim klubie, był ofiarą rasistowskich obelg. Na Boże Narodzenie w wieku siedmiu lat dostał gokarta od swojego ojca, który obiecał wspierać jego karierę wyścigową, o ile będzie osiągał dobre wyniki w nauce. Aby pomóc w dalszym rozwoju kariery swojego syna, Anthony zdecydował się podjąć pracę na cztery etaty. Pozostawał menedżerem Lewisa do początku 2010 roku.
Hamilton kształcił się w John Henry Newman School, katolickiej szkole średniej w Stevenage. Oprócz ścigania się, również grał w piłkę nożną w swojej szkolnej drużynie z późniejszym reprezentantem Anglii, Ashleyem Youngiem. Jest fanem Arsenalu i stwierdził, że gdyby nie zamiłowanie do wyścigów i Formuły 1, prawdopodobnie zostałby piłkarzem lub krykiecistą.
W lutym 2001 roku rozpoczął naukę w Cambridge Arts and Sciences (CATS), prywatnej szkole średniej w Cambridge.

### Początki kariery
| "To kierowca wysokiej klasy, jest bardzo zdolny mając zaledwie 16 lat. Jeśli tak dalej pójdzie, jestem pewien, że kiedyś będzie się ścigał w Formule 1. To coś niesamowitego zobaczyć dzieciaka w jego wieku na torze. Widać wyraźnie, że ma odpowiednią mentalność wyścigową."—Michael Schumacher, mówiąc o Hamiltonie w 2001 roku. |

Hamilton zaczął jazdę w kartingu w 1993 roku. Po zwycięstwach w kilku mistrzostwach kartingowych, w wieku 12 lat, jego talent dostrzegli szefowie McLarena, co zaowocowało przyjęciem go do programu rozwojowego młodych kierowców ekipy z Woking. Wcześniej brał udział w Brytyjskiej Formule Renault, w 2000 roku był także europejskim mistrzem w kartingu.
W 2005 roku zwyciężył w serii Formuły 3 Euro Series, jeżdżąc dla zespołu ASM. Rok wcześniej reprezentował barwy Manor Motorsport. W sezonie 2006 startował w Serii GP2 w barwach zespołu ART, zajmując miejsce ubiegłorocznego mistrza serii, Nico Rosberga, który rozpoczął starty w Formule 1. Jego największym rywalem był Nelson Ângelo Piquet, syn trzykrotnego mistrza Formuły 1 – Nelsona Piqueta, który ostatecznie stracił szanse na tytuł po przedostatnim wyścigu sezonu na torze Monza we Włoszech.
Sukces Hamiltona zbiegł się w czasie z odejściem z zespołu McLarena obydwu kierowców – Juana Pablo Montoi do serii wyścigowej NASCAR, oraz Kimiego Räikkönena do Ferrari. Po wielu miesiącach spekulacji, kto będzie jeździł u boku Fernando Alonso, potwierdzono że to Brytyjczyk zostanie kierowcą tej drużyny w 2007 roku.

### Formuła 1

#### 2007–2012: McLaren

##### 2007
Po ogłoszeniu Hamiltona jako kierowcy McLarena z młodym zawodnikiem wiązane były duże nadzieje. Wśród dziennikarzy i ekspertów zajmujących się Formułą 1, brytyjski kierowca był jednym z kandydatów do zdobycia mistrzowskiego tytułu w debiutanckim sezonie. Lewis został pierwszym czarnoskórym kierowcą ścigającym się w F1, a jego partnerem w ekipie był broniący tytułu mistrza świata Fernando Alonso. Zespół z Wielkiej Brytanii korzystał wówczas z fabrycznych silników Mercedesa i w 40% należał do niemieckiego producenta.
W swoim debiucie w F1, podczas Grand Prix Australii w ramach kwalifikacji wywalczył czwartą pozycję na starcie do niedzielnego wyścigu, w którym to zajął 3. miejsce. Został pierwszym kierowcą od 1996 roku, który w swoim debiucie stanął na podium Grand Prix. Natomiast ostatni kierowca z Wielkiej Brytanii osiągnął taki wynik 41 lat temu. W swoich następnych 3 startach nie schodził z podium (trzykrotnie drugi), po Grand Prix Hiszpanii (swoim zaledwie czwartym wyścigu za kierownicą bolidu Formuły 1) został najmłodszym w historii liderem mistrzostw świata, mając 22 lata, 4 miesiące i 6 dni. W zaledwie szóstym wyścigu w F1 (Grand Prix Kanady) przekroczył linię mety jako pierwszy.

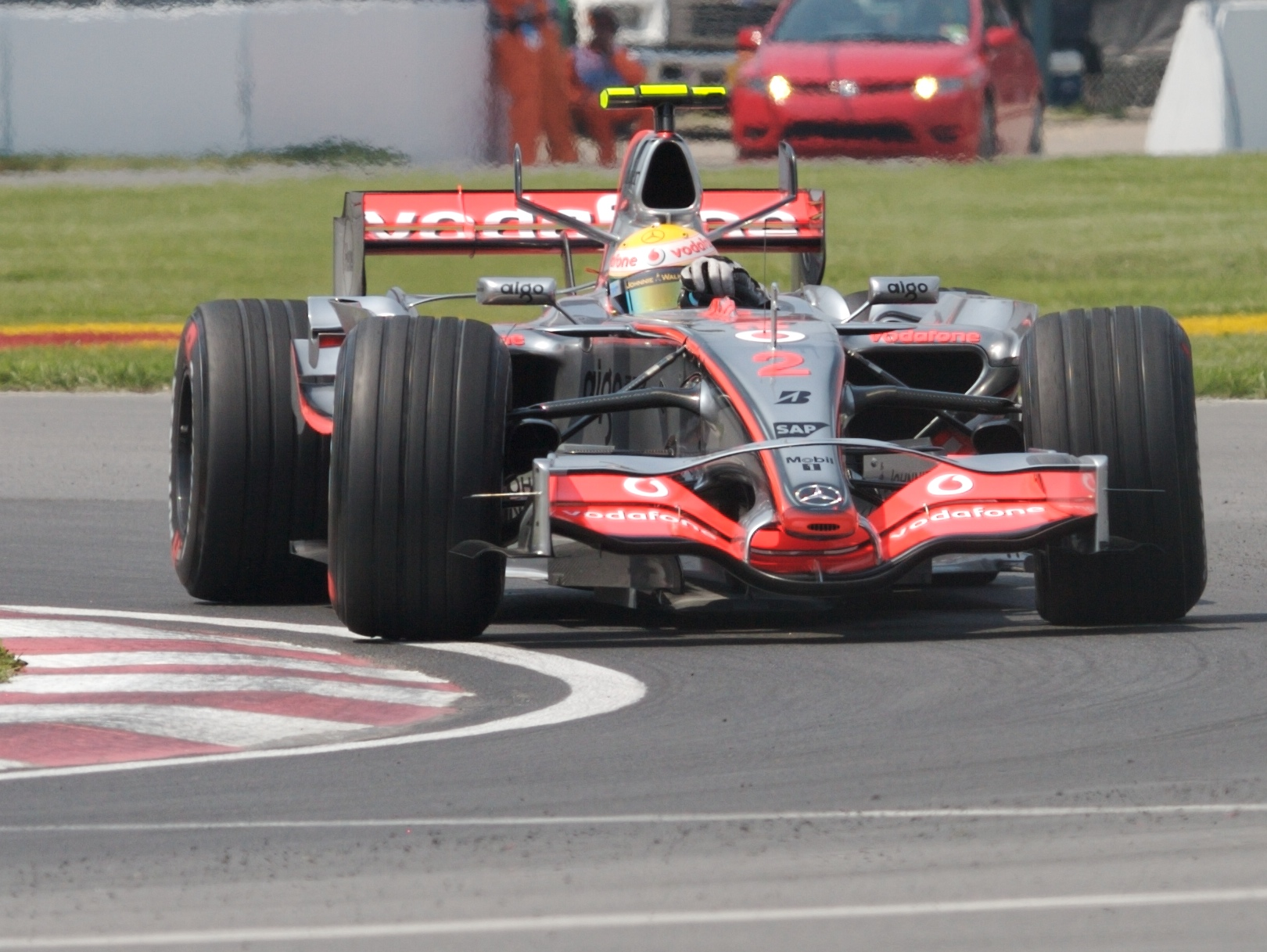
Hamilton odniósł swoje pierwsze zwycięstwo podczas Grand Prix Kanady (2007).

Sukces ten powtórzył tydzień później w Grand Prix USA, odpierając ataki partnera z zespołu. Do końca sezonu odniósł jeszcze dwa zwycięstwa, w zmaganiach o Grand Prix Węgier, oraz deszczowym Grand Prix Japonii, po raz kolejny pokazując swoje umiejętności ścigania się na mokrym torze, a także przewagę nad Alonso w tym aspekcie, który podczas tego wyścigu wypadł z toru i rozbił swój bolid. Na dwie rundy przed końcem sezonu Hamilton prowadził w klasyfikacji, wyprzedzając o 12 punktów hiszpańskiego zawodnika, oraz o 17 oczek Kimiego Räikkönena. Wydawało się że walka o mistrzowski tytuł jest już rozstrzygnięta, tym bardziej że w przedostatnich zmaganiach o Grand Prix Chin pole position wywalczył Hamilton, jednak w wyniku serii błędów popełnionych na torze w dwóch ostatnich wyścigach ostatecznie zajął drugie miejsce w klasyfikacji generalnej mistrzostw świata, wyprzedzając tym samym Alonso, który został sklasyfikowany na trzeciej pozycji.
W wyniku afery szpiegowskiej zespół McLarena został ukarany odjęciem wszystkich punktów za cały sezon.

##### 2008: Pierwszy tytuł Mistrza Świata

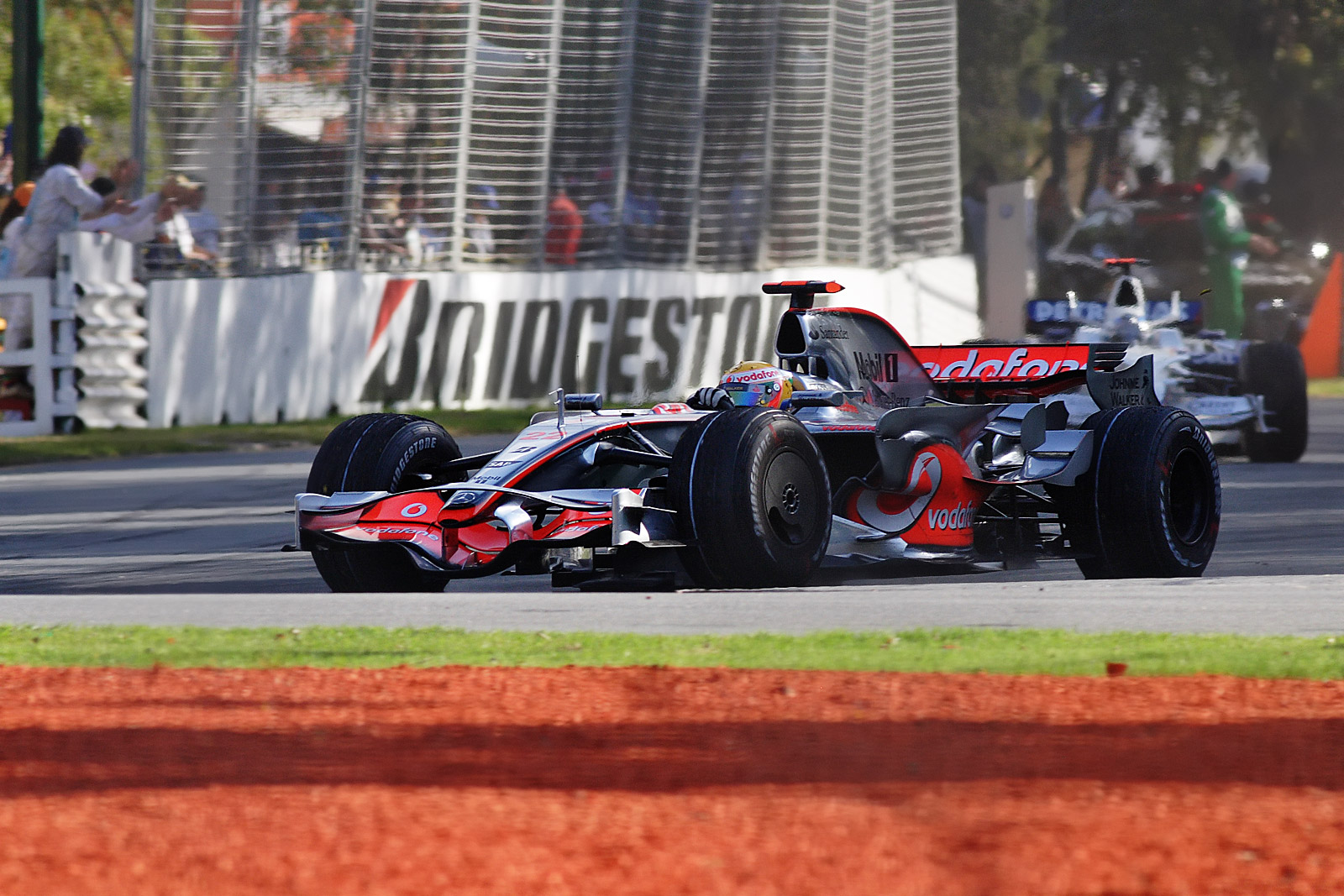
Lewis Hamilton podczas Grand Prix Australii (2008).

Przed rozpoczynającym się sezonem 2008, McLaren poinformował o podpisaniu kontraktu z Finlandczykiem – Heikkim Kovalainenem, po tym jak Alonso rozwiązał kontrakt, twierdząc że Hamilton jest faworyzowany. Obydwaj kierowcy pozytywnie wypowiadali się o nowym bolidzie – McLarenie MP4-23. Podczas inauguracji sezonu na torze Albert Park Hamilton odniósł zwycięstwo, jednak kolejne wyścigi przyniosły słabsze rezultaty – w Malezji dojechał do mety na piątej pozycji, natomiast podczas GP Bahrajnu popełnił błąd na starcie i wyścig zakończył na 13. miejscu. Drugie zwycięstwo odniósł w deszczowych warunkach w Grand Prix Monako. Dwa tygodnie później, podczas GP Kanady wyeliminował siebie i Kimiego Räikkönena z wyścigu podczas kolizji w alei serwisowej, za co ukarany został cofnięciem o 10 pozycji na starcie do GP Francji. Pozostałe z dotychczasowych czterech zwycięstw odniósł w kolejnych dwóch Grand Prix – w swoim domowym wyścigu w Wielkiej Brytanii i w Niemczech. Podczas Grand Prix Belgii dojechał do mety na pierwszej pozycji, jednak już po wyścigu została na niego nałożona 25-sekundowa kara za ścięcie szykany podczas manewru wyprzedzania, przez co stracił zwycięstwo na rzecz Felipe Massy i został sklasyfikowany na 3. miejscu.

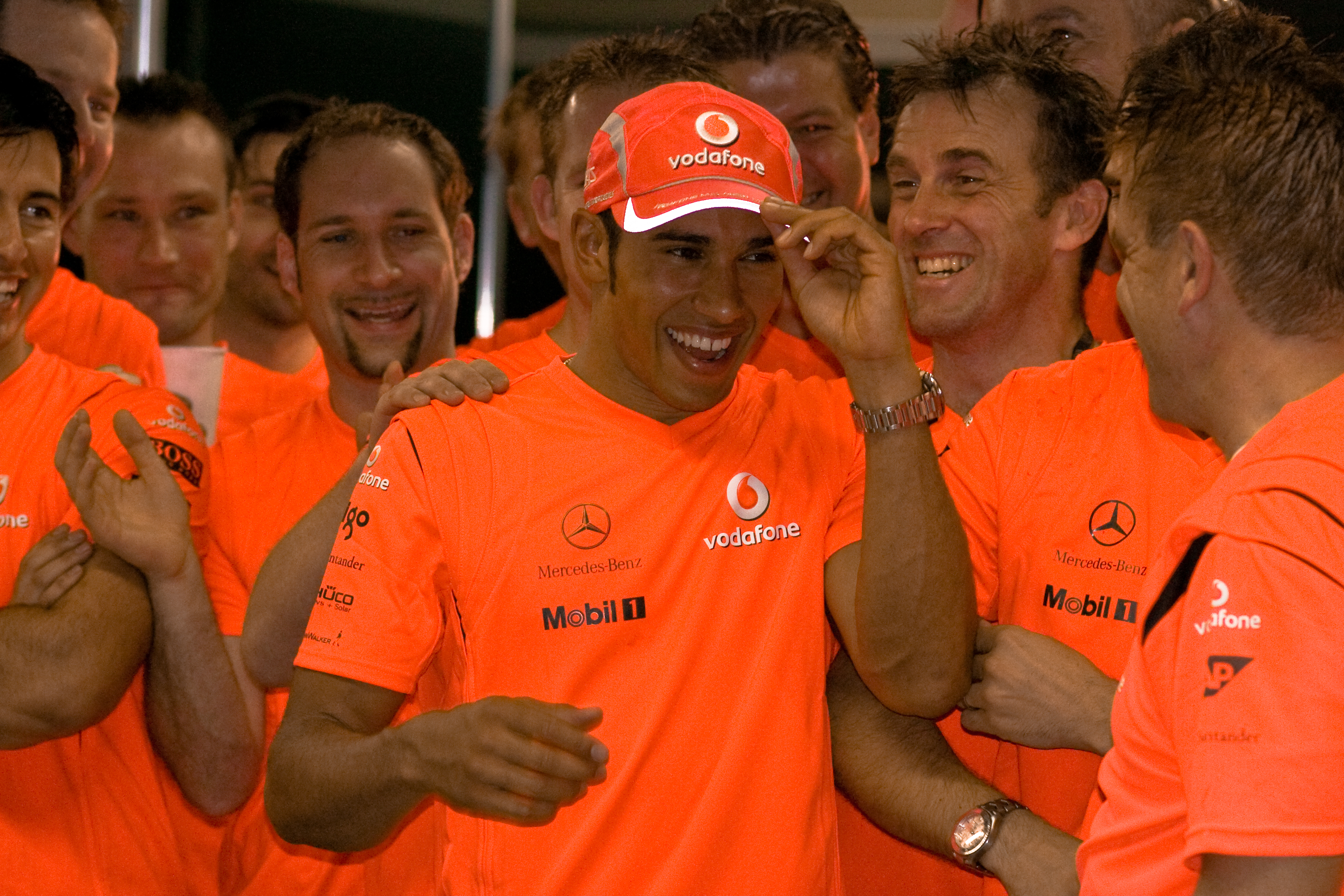
Hamilton wraz z drużyną świętuje zdobycie swojego pierwszego tytułu Mistrza Świata (2008).

Do ostatniego wyścigu nie było wiadomo kto sięgnie po mistrzowski tytuł, ponieważ przewaga Hamiltona po Grand Prix Chin (w którym triumfował) nad Massą wynosiła 7 punktów. 2 listopada po pełnym dramaturgii ostatnim wyścigu sezonu o GP Brazylii Hamilton zapewnił sobie pierwszy tytuł mistrzowski. Wszystko rozstrzygnęło się na ostatnim okrążeniu, gdy Brytyjczyk wyprzedził Timo Glocka i awansował z szóstej na piątą pozycję, co łącznie dało mu 4 punkty, wyprzedzając tym samym o zaledwie 1 punkt w klasyfikacji generalnej Felipe Massę, który po dojechaniu do mety świętował zwycięstwo, nie wiedząc o tym że jego rywal wyprzedził na ostatnich metrach jednego z kierowców. Dzięki temu Hamilton został pierwszym brytyjskim kierowcą, który zdobył Mistrzostwo Świata od czasów Damona Hilla w 1996 roku, i stał się wówczas najmłodszym zdobywcą tytułu w historii F1. Rekord ten jednak został później pobity przez Sebastiana Vettela w 2010 roku. McLaren w klasyfikacji konstruktorów uplasował się na drugiej pozycji, ustępując Ferrari.

##### 2009
W sezonie 2009 doszło do zmiany przepisów. Do Formuły 1 powróciły opony typu slick a aerodynamika bolidów została ograniczona. W pierwszych dziewięciu wyścigach zdobył 11 punktów. Podczas rozpoczynającego sezon Grand Prix Australii został wykluczony z wyników, ponieważ wprowadził sędziów w błąd przy wyjaśnianiu kontrowersyjnego manewru wyprzedzania Jarna Trullego pod koniec wyścigu. Podczas Grand Prix Wielkiej Brytanii zajął 16. miejsce. Hamilton odniósł zwycięstwo w Grand Prix Węgier. Był to pierwszy triumf samochodu wyposażonego w system KERS, sprawiającego w tamtym sezonie potężne problemy zespołom, które zdecydowały się zainstalować go w samochodach. Pierwsze symptomy znaczącej poprawy formy McLarena pojawiły się już dwa tygodnie wcześniej, podczas Grand Prix Niemiec, gdzie Hamilton startował z piątego miejsca, ale w pierwszym zakręcie w trakcie walki z Markiem Webberem wyjechał za szeroko i przebił oponę. Hamilton odniósł jeszcze jedno zwycięstwo podczas Grand Prix Singapuru. Nie ukończył wyścigów w wyniku karambolu w Belgii, wypadku we Włoszech i awarii hamulców w ostatnim wyścigu w Abu Zabi. W sumie mistrzostwa zakończył na piątym miejscu z 49 punktami, pięciokrotnie zająwszy miejsce na podium i czterokrotnie zdobywszy pole position. McLaren uplasował się na trzeciej pozycji w klasyfikacji konstruktorów. Po odejściu z zespołu Heikkiego Kovalainena nowym partnerem zespołowym Hamiltona został mistrz świata z sezonu 2009, Brytyjczyk Jenson Button.

##### 2010

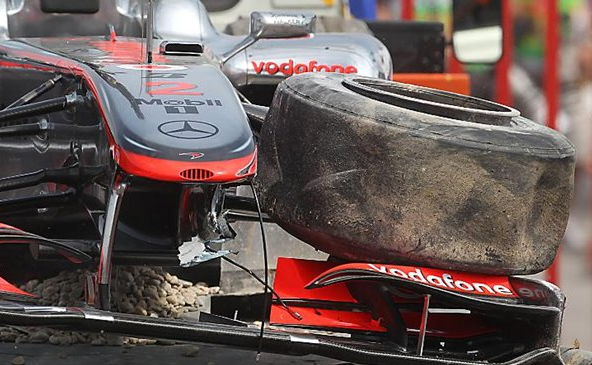
Rozbity bolid Hamiltona – Grand Prix Hiszpanii (2010)

Sezon 2010 rozpoczął od zajęcia trzeciego miejsca w Grand Prix Bahrajnu, za dwoma bolidami Ferrari. Pod koniec Grand Prix Australii, przy próbie wyprzedzania Fernando Alonso został uderzony w tył przez Marka Webbera, w wyniku czego wypadł z toru zajął szóstą pozycję. W Grand Prix Hiszpanii na dwa okrążenia przed końcem w bolidzie Hamiltona eksplodowała opona, a Brytyjczyk uderzył w barierę tracąc drugie miejsce w wyścigu. Pierwsze zwycięstwo w sezonie odniósł w Grand Prix Turcji, gdzie przez większość wyścigu jechał na trzeciej pozycji, za Webberem i Sebastianem Vettelem, jednak na 39. okrążeniu obaj kierowcy Red Bull Racing zderzyli się ze sobą, dzięki czemu Brytyjczyk awansował na pierwszą pozycję, którą utrzymał do mety. Dwa tygodnie później odniósł zwycięstwo w Grand Prix Kanady i awansował na pozycję lidera klasyfikacji generalnej Mistrzostw Świata. W Grand Prix Europy otrzymał karę przejazdu przez boksy za wyprzedzanie samochodu bezpieczeństwa. Pod koniec sierpnia wygrał deszczowe Grand Prix Belgii. Był to jego ostatni triumf w sezonie 2010. Dwóch kolejnych wyścigów we Włoszech i Singapurze nie ukończył z powodu kolizji. Do ostatniego wyścigu zachował teoretyczną szansę na zdobycie tytułu. Ostatecznie dwa ostatnie wyścigi należały do Sebastiana Vettela, który zwyciężając w nich został Mistrzem Świata. Hamilton tegoroczne zmagania zakończył na czwartym miejscu z dorobkiem 240 punktów, tracąc do Niemca zaledwie 16 punktów, dziewięciokrotnie stając na podium i raz startując z pole position. Punkty zdobywał w piętnastu wyścigach.

##### 2011
Rok 2011 upłynął pod znakiem dominacji zespołu Red Bull, oraz jego kierowcy – Sebastiana Vettela, jednak w pierwszych wyścigach Lewis Hamilton prezentował konkurencyjne tempo. Zwyciężył w wyścigu o Grand Prix Chin. W Grand Prix Monako został uznany winnym kolizji z Felipe Massą, za co otrzymał karę przejazdu przez boksy. Dodatkowo został także ukarany doliczeniem dwudziestu sekund do końcowego rezultatu, za incydent z Pastorem Maldonado, przez co ukończył wyścig na 6. pozycji. W Kanadzie z wyścigu wyeliminował go jego zespołowy partner Jenson Button. 24 lipca odniósł drugie w sezonie zwycięstwo w wyścigu o Grand Prix Niemiec. Nie ukończył zmagań o Grand Prix Belgii z powodu kolizji z Kamui Kobayashim. W Sinagpurze po raz kolejny doprowadził do kolizji z Felipe Massą za co został ukarany przejazdem przez aleję serwisową. W Grand Prix Indii doszło do kolejnej kolizji z udziałem Hamiltona i Massy, za którą Brazylijczyk otrzymał karę. Do Grand Prix Korei Południowej ruszał z pole position. Były to jedyne kwalifikacje w tym sezonie, w których pierwsze pole startowe wywalczył reprezentant innej drużyny niż Red Bull. Pod koniec sezonu wygrał wyścig o Grand Prix Abu Zabi. W końcowej klasyfikacji Mistrzostw Świata zajął piąte miejsce. Zgromadził 227 punktów, sześć razy stawał na podium, szesnaście razy zdobywał punkty. Po raz pierwszy w karierze przegrał rywalizację zespołową, wówczas z Jensonem Buttonem, który został wicemistrzem świata.

##### 2012: ostatni sezon w barwach McLarena

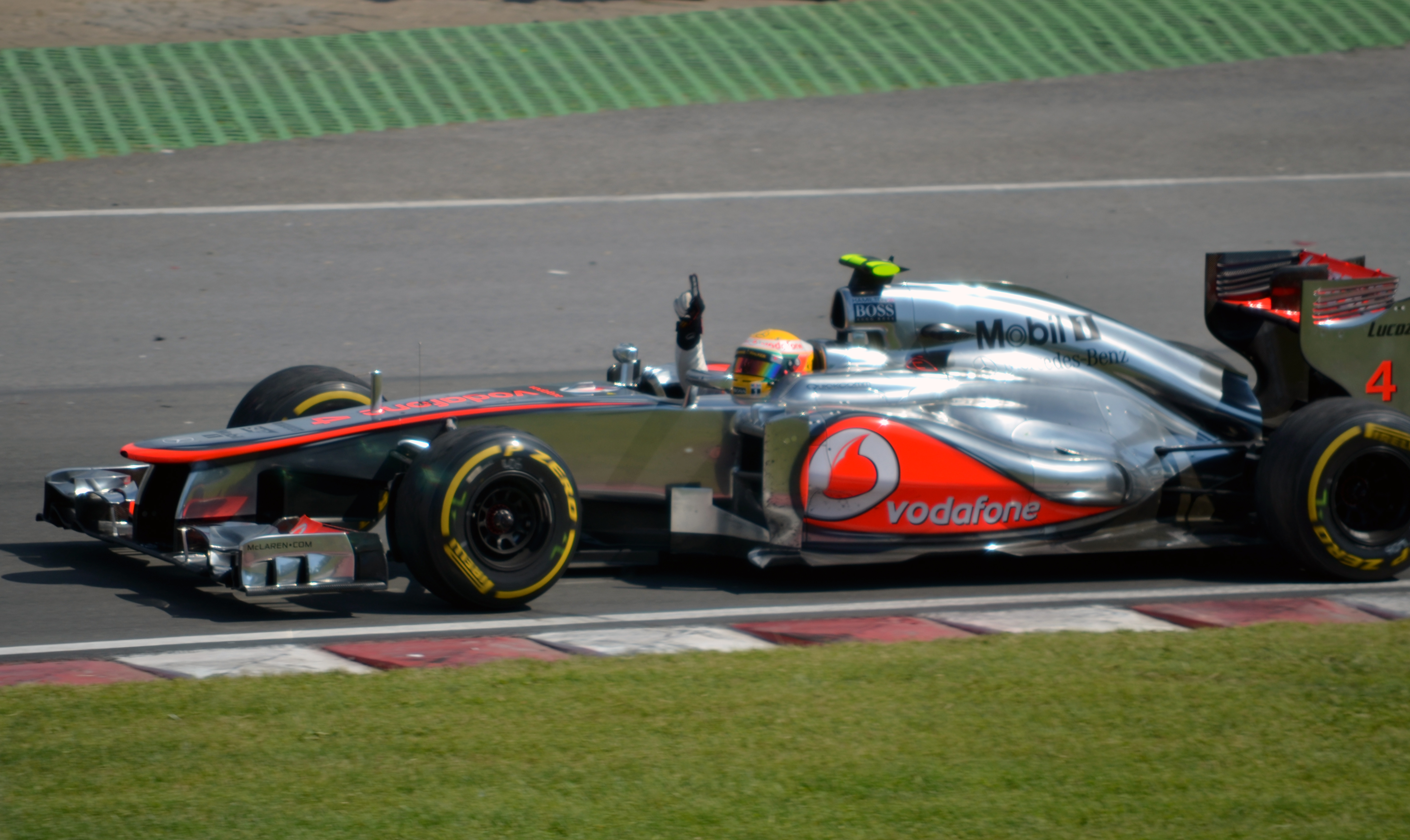
Hamilton celebrujący zwycięstwo w Grand Prix Kanady (2012).

Swój szósty sezon w Formule 1 rozpoczął od wizyt na podium w trzech pierwszych wyścigach. Do Grand Prix Australii i Grand Prix Malezji startował z pierwszego pola. W Grand Prix Bahrajnu dojechał do mety na ósmej pozycji, podczas gdy Button nie ukończył tego wyścigu z powodu defektu silnika. Pierwsze zwycięstwo w sezonie odniósł w Grand Prix Kanady, startując z pierwszego rzędu i znalazł się w gronie siedmiu różnych zwycięzców w siedmiu pierwszych wyścigach. Dwa tygodnie później w wyścigu na ulicznym torze w Walencji na dwa okrążenia przed końcem uderzył w niego Pastor Maldonado, eliminując go z wyścigu. Kolejne zwycięstwo  odniósł w Grand Prix Węgier. Z wyścigu o Grand Prix Belgii odpadł zaraz po starcie, po kolizji spowodowanej przez Romaina Grosjeana. Tydzień później wygrał Grand Prix Włoch. W Grand Prix Singapuru startował z pole position, jednak nie ukończył wyścigu z powodu awarii skrzyni biegów. 26 września zespół Mercedes poinformował, że podpisał kontrakt z Hamiltonem na przyszłoroczny sezon, po tym jak Schumacher zdecydował się zakończyć karierę sportową.

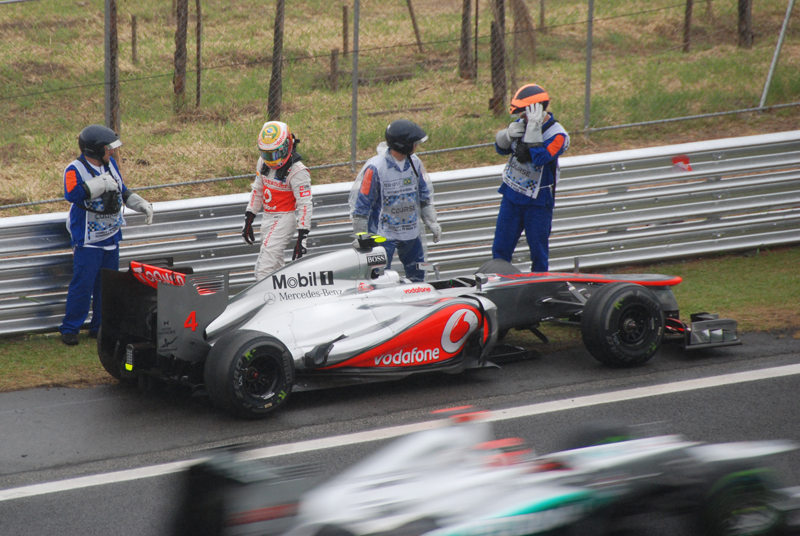
Problemy z niezawodnością bolidu na przestrzeni lat sprawiły, że Hamilton nie był w stanie walczyć o tytuł mistrzowski. Na zdjęciu wycofanie się Brytyjczyka z Grand Prix Brazylii w swoim ostatnim wyścigu w zespole McLarena (2012)

Swoje ostatnie zwycięstwo w barwach zespołu Mclarena odniósł w Grand Prix USA. W ostatnim wyścigu sezonu podczas Grand Prix Brazylii jechał na prowadzeniu, jednak zderzył się z Nico Hulkenbergiem. W bolidzie Brytyjczyka doszło do uszkodzenia zawieszenia i musiał wycofać się z wyścigu. W klasyfikacji generalnej zajął czwarte miejsce, zdobywając 190 punktów. Na podium meldował się siedmiokrotnie, tyle samo razy ustawiał swój bolid na pierwszym polu startowym. W punktowanej dziesiątce ukończył czternaście wyścigów. Łącznie za kierownicą McLarena wziął udział w 110 wyścigach, w których zwyciężał 21 razy, 49 z nich zakończył na podium, a najlepszy czas sesji kwalifikacyjnej (Q3) zdobywał 26-krotnie.

#### 2013-2024: Mercedes

##### 2013-2016
Od sezonu 2013 jeździ w barwach Mercedesa, z którym podpisał 3-letni kontrakt. Jak się okazało dołączenie do ekipy z Brackley było bardzo dobrą decyzją podjętą przez Lewisa, ponieważ McLaren z którym nie przedłużył kontraktu zaprojektował mało konkurencyjny bolid na ten sezon, a Mercedes zanotował znaczącą poprawę. Partnerem w drużynie był Nico Rosberg, czyli kolega z dzieciństwa z którym startował w kartingu w jednej drużynie. W pierwszym sezonie jazdy dla Mercedesa bardzo dobrze spisywał się głównie w kwalifikacjach, które to zwyciężał pięciokrotnie, a dziewięciokrotnie zapewniał sobie start z pierwszego rzędu. Bolid nie dorównywał jednak czołówce w sesji wyścigowej, i zwycięstwo odniósł tylko w Grand Prix Węgier. Na podium stawał łącznie pięć razy, a dorobek 189 punktów dał mu czwarte miejsce w końcowej klasyfikacji kierowców.

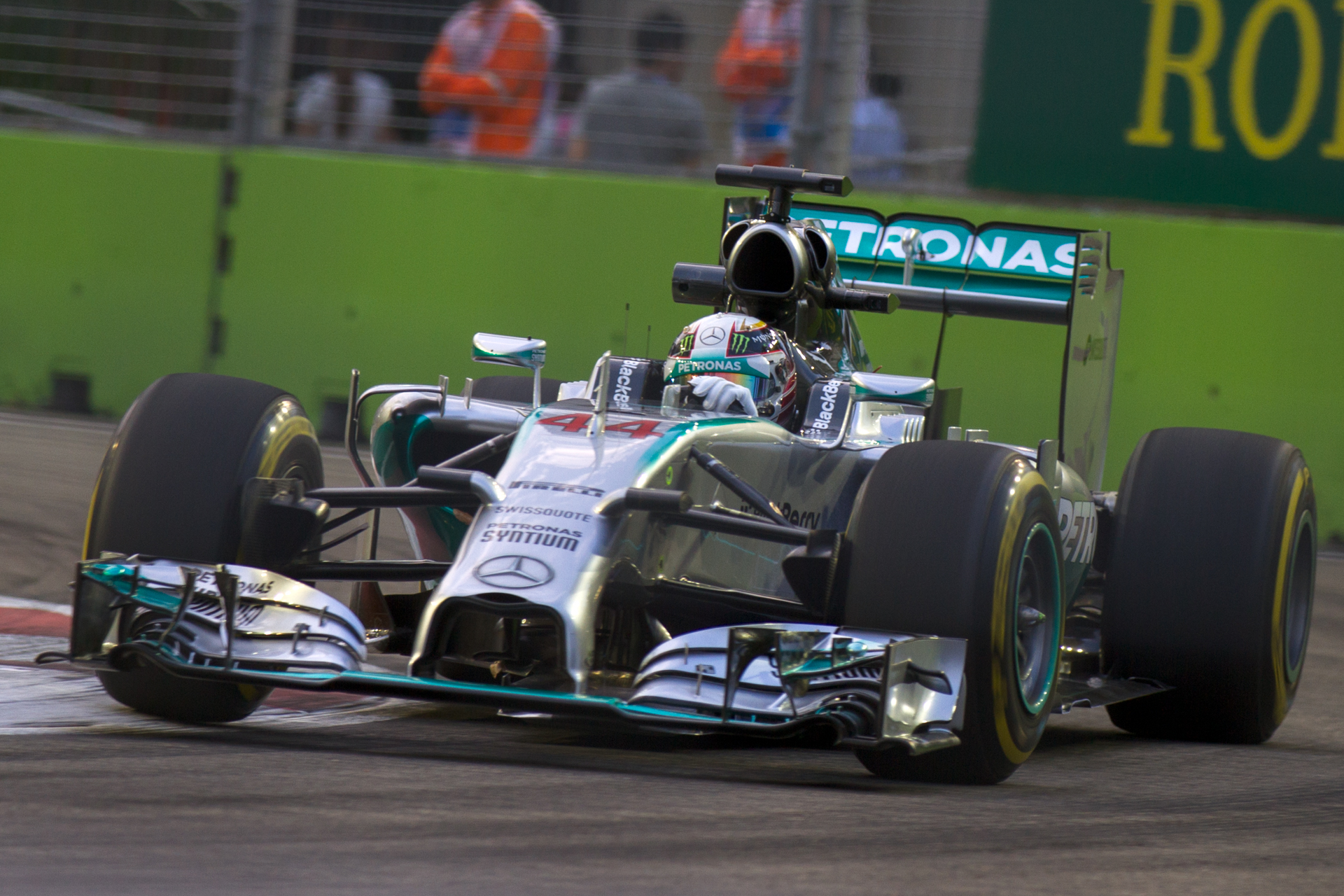
Lewis Hamilton podczas Grand Prix Singapuru w bolidzie Mercedes F1 W05 Hybrid (2014)

Na sezon 2014 doszło do zapowiadanej już zmiany z silników wolnossących na turbodoładowane jednostki hybrydowe. Jak się okazało najlepszy silnik zaprojektowali Niemieccy konstruktorzy, co przełożyło się na dominację Srebrnych Strzał. Hamilton stał się jednym z dwóch faworytów w walce o mistrzowski tytuł.
Wydawałoby się, że jedenaście triumfów (w porównaniu z pięcioma wygranymi Rosberga) powinno zapewnić Brytyjczykowi pewne zwycięstwo ze znaczną przewagą punktową, jednak to w bolidzie Hamiltona częściej niż u Niemca dochodziło do awarii. Trzykrotnie musiał wycofać się z wyścigu, a ponadto również dwukrotne awarie w kwalifikacjach pozbawiały go dobrej pozycji startowej. Skutkiem tego była walka do ostatnich wyścigów o pierwsze miejsce w klasyfikacji generalnej. Drugie miejsce w przedostatnim wyścigu sezonu zapewniło mu 17-punktową przewagę nad Rosbergiem. Zdecydowano że ostatnie zmagania w Abu Zabi będą podwójnie punktowane. Za zwycięstwo kierowca mógł zdobyć 50 punktów (Liczba ta standardowo wynosi 25 punktów). Rosberg w sobotnich kwalifikacjach okazał się lepszy i wywalczył pole position, jednak mimo tego że Hamilton startował z drugiego pola, to spadek o jedną pozycję pozbawiłby go tytułu mistrzowskiego. Już na starcie tego wyścigu Brytyjczyk znacznie poprawił swoją sytuację, wyprzedzając Rosberga i obejmując prowadzenie w wyścigu. Wydawało się, że jedynie awaria może pozbawić go trofeum, jednak na 25. okrążeniu Rosberg zaczął tracić moc w swoim bolidzie, tracąc z czasem kolejne pozycje. W chwili, gdy partner z zespołu spadł na siódme miejsce, Hamilton mógł przestać martwić się o swój bolid – nawet awaria nie odebrałaby mu tytułu. Lewis skoncentrował się na jeździe i przekroczył linię mety jako pierwszy, odnosząc 33 zwycięstwo w karierze, oraz świętując w ten sposób zdobycie drugiego tytułu mistrza świata Formuły 1. Mercedes po raz pierwszy w historii zdobył Mistrzostwo Świata Konstruktorów, które zapewnił sobie podczas Grand Prix Rosji, z przewagą wynoszącą prawie 300 punktów nad dominującym w ostatnich latach zespołem Red Bull.
Przed rozpoczęciem kolejnego sezonu poinformował że nie będzie jeździł z numerem "1" na bolidzie (Numer ten przysługuje kierowcy który zdobył mistrzostwo świata) i dalej będzie kontynuował ściganie się z numerem "44". Był to pierwszy taki przypadek od sezonu 1994, kiedy to Alain Prost zdecydował się zakończyć karierę zdobywając swój ostatni – 4 tytuł mistrzowski. Hamilton zdominował rywali w sezonie 2015, wygrywając 10 wyścigów i aż 17-krotnie stając na podium. Zdobył tym samym swój trzeci tytuł mistrzowski, zrównując się ze swoim idolem Ayrtonem Senną. Rywalizacja między kierowcami Mercedesa zaostrzyła się, a punktem kulminacyjnym była walka na torze koło w koło podczas Grand Prix Stanów Zjednoczonych, gdzie Lewis nie odpuścił w walce z kolegą z zespołu, wygrywając tym samym wyścig i zdobywając tytuł na trzy wyścigi przed końcem sezonu.

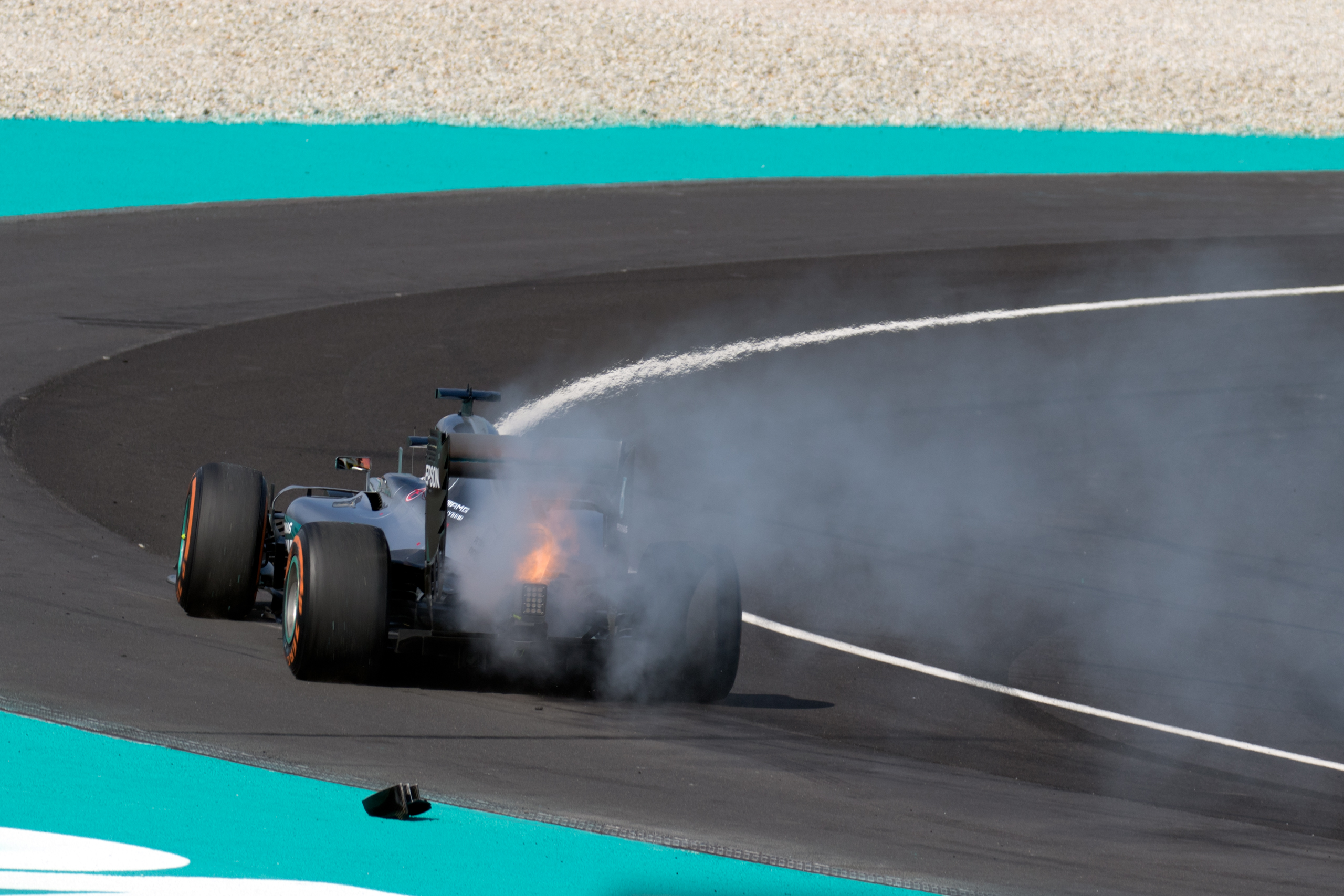
Awaria w bolidzie Hamiltona podczas Grand Prix Malezji była kluczowa w walce o tytuł mistrzowski w 2016 roku.

W sezonie 2016 pomimo zdobyciu największej ilości pole position, oraz największej liczbie wygranych wyścigów (10), Hamilton przegrał walkę o tytuł mistrzowski o zaledwie pięć punktów ze swoim kolegą z ekipy – Nico Rosbergiem. Zespół wówczas nie zdecydował się faworyzować żadnego z kierowców i pozwolił na swobodne ściganie się na przestrzeni całego sezonu, co doprowadziło do wielu zaciętych pojedynków na torze, jak i poza nim. Podczas ostatniego wyścigu w Abu Dhabi Lewis zlekceważył polecenia zespołu, który nakazał podkręcić tempo, jednak brytyjski kierowca spowalniał je, co pozwoliło zbliżyć się rywalom do Rosberga, jednak jadący za nim kierowcy (Vettel i Verstappen) nie byli w stanie go wyprzedzić. Ostatecznie słaba seria Brytyjczyka na początku sezonu, oraz kluczowa awaria silnika podczas Grand Prix Malezji sprawiły że to Niemiec cieszył się upragnionego tytułu Mistrza Świata.
W 2016 pojawił się w filmie Zoolander 2 (występ cameo).

##### 2017-2020: Cztery tytuły z rzędu
W sezonie 2017 po wcześniejszym ogłoszeniu przez Rosberga przejścia na emeryturę, nowym partnerem w zespole został Valtteri Bottas, a największym rywalem Hamiltona w walce o mistrzowski tytuł stał się Sebastian Vettel jeżdżący wówczas w Ferrari. Obaj kierowcy przez pierwszą część sezonu wzajemnie wymieniali się prowadzeniem w klasyfikacji generalnej. Pomimo obiecującego początku oraz bardzo dobrej pierwszej części stajnia z Maranello uległa niesamowitej jeździe Brytyjczyka po przerwie wakacyjnej. Hamilton zanotował na przestrzeni całego sezonu aż 11 pole postion, ustanawiając rekord największej ilości startu z pierwszej pozycji w historii, a jego konsekwentna jazda (ukończył każdy wyścig w punktach), a także zwycięstwo 5 z 6 pierwszych wyścigów drugiej części sezonu, sprawiły że już po Grand Prix Meksyku mógł świętować swój czwarty tytuł.
Sezon 2018 był pierwszym w historii kiedy to do walki o tytuł przystąpili dwaj 4-krotni Mistrzowie Świata. Początek zmagań nie szedł po myśli ubiegłorocznego triumfatora. Podobnie jak w ubiegłym roku pierwsze wyścigi układały się na stronę Ferrari. Hamilton zwycięstwo odniósł dopiero w Baku, w ramach Grand Prix Azerbejdżanu. Późniejsze wygrane w Grand Prix Hiszpanii, Francji, Niemiec, Węgier, Włoch, Singapuru, Rosji i Japonii dały mu tytuł mistrza świata, który przypieczętowany został w Meksyku, na 3 wyścigi przed końcem sezonu. Brytyjczyk stał się wtedy 5-krotnym mistrzem świata zrównując się z Juanem Manuelem Fangio, oraz ustanawiając rekord największej ilości punktów w jednym sezonie (408). W trakcie sezonu Hamilton podpisał nowy 2-letni kontrakt z Mercedesem, którego wartość szacowano na około 40 milinów funtów rocznie, co czyniło go najlepiej opłacanym kierowcą F1 w historii.

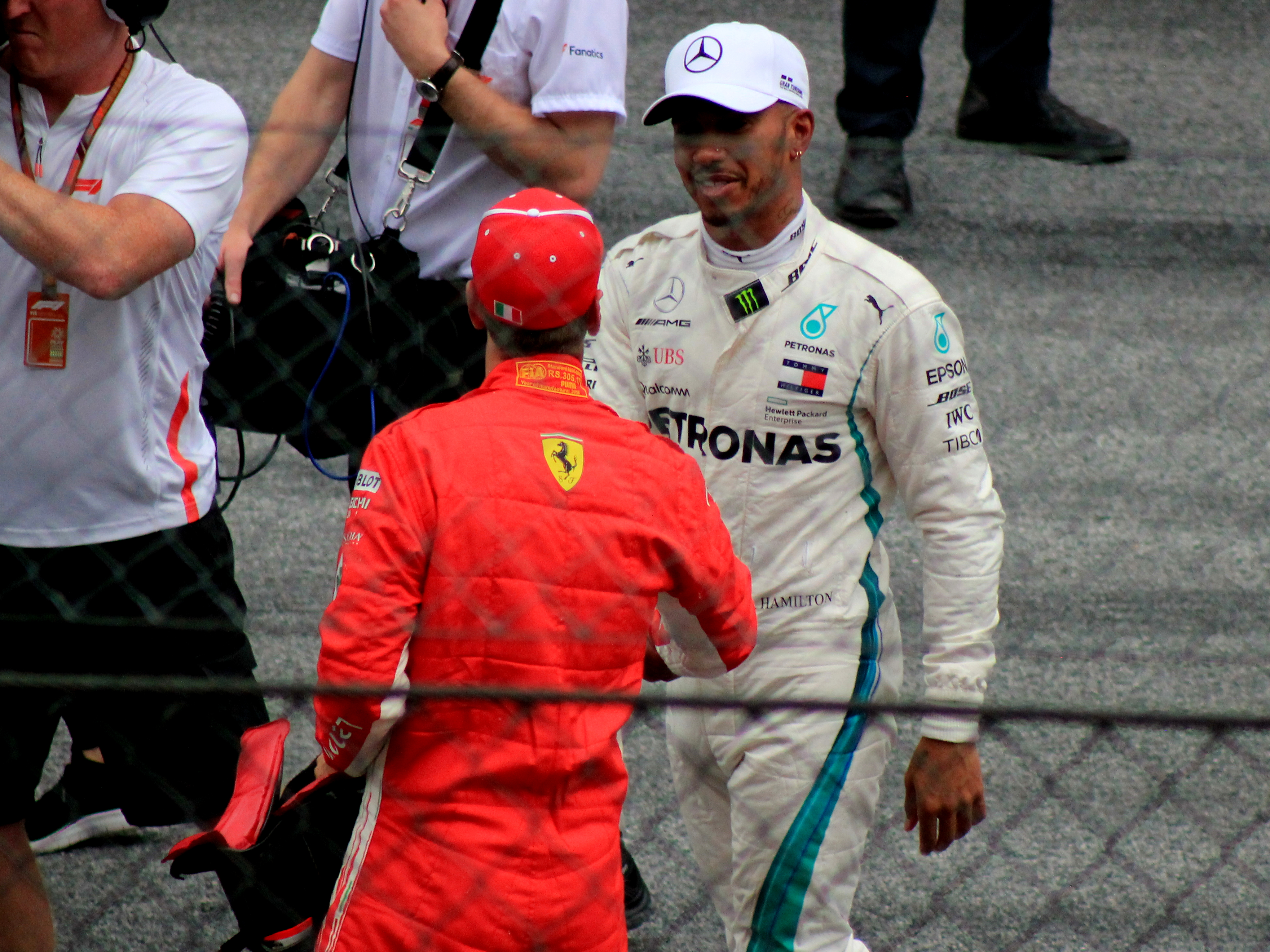
Po raz pierwszy w historii F1 w sezonie 2018 dwóch czterokrotnych Mistrzów Świata walczyło o swój piąty triumf. Na zdjęciu Hamilton i Vettel (w stroju Ferrari).

Po dwóch poprzednich sezonach w których największym zagrożeniem dla Mercedesa i Hamiltona było Ferrari, ten rok nieoczekiwanie rozpoczął się od zdecydowanej dominacji niemieckiej drużyny. Inauguracyjna eliminacja w Australii padła łupem Valtteriego Bottasa, a Hamilton stanął na drugim stopniu podium. Następnie dwa wyścigi wygrał Hamilton, jednakże po Grand Prix Azerbejdżanu (które wygrał Bottas) obu kierowców Mercedesa dzielił jedynie punkt (zdobyty przez Fina w Australii za najszybsze okrążenie). Kolejne cztery wyścigi to absolutna dominacja Lewisa Hamiltona – cztery wygrane (dwukrotnie zdobył pole position) sprawiły, że od tego momentu był zdecydowanym liderem klasyfikacji generalnej kierowców. Hamilton zakończył sezon z 11. zwycięstwami (wyrównując swoje poprzednie najlepsze wyniki z 2014 i 2018 roku) i 17. miejscami na podium (wyrównując rekord wszech czasów po raz czwarty), a także na przestrzeni całego sezonu pięciokrotnie wywalczył pole position. Suma  413 punktów zdobytych przez niego w trakcie tego sezonu sprawiła że wyśrubował rekord z poprzedniego roku. Brytyjczyk zakończył zmagania jako Mistrz Świata, zdobywając swój szósty tytuł, z przewagą 87 punktów nad zajmującym drugie miejsce w klasyfikacji generalnej kolegą z ekipy Valtterim Bottasem, a Mercedes po raz kolejny pewnie zdobył Mistrzostwo Świata konstruktorów, wyprzedzając Ferrari o ponad 200 punktów.

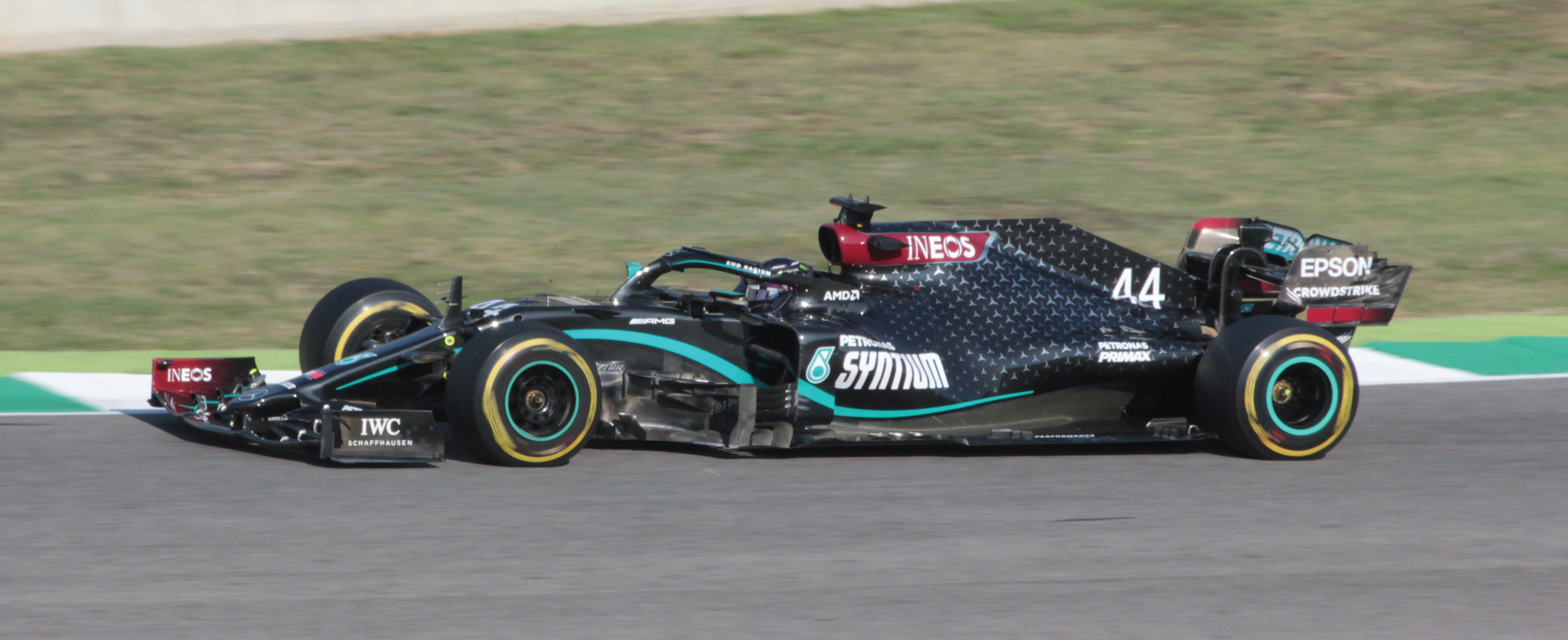
Hamilton w bolidzie Mercedes-AMG F1 W11 EQ Performance (2020).

Lewis Hamilton zdobył siódmy tytuł mistrza świata Formuły 1, tym samym wyrównując rekord Michaela Schumachera, który także podczas swojej kariery jako kierowca tej serii siedmiokrotnie odnosił triumf. Ze swoim zespołem zdobył Mistrzostwo Świata Konstruktorów po raz siódmy z rzędu. W skróconym sezonie ze względu na pandemię COVID-19, Brytyjczyk 11-krotnie zwyciężał, wyrównując tym samym swój najlepszy wynik w karierze. Podczas Grand Prix Portugalii pobił rekord w ilości zwycięstw w historii Formuły 1, należący wcześniej do Schumachera. Było to 92 zwycięstwo Hamiltona.
Brytyjczyk mocno angażował się także w ruchy Black Lives Matter czy End Racism. Spowodowało to, między innymi zmianę kolorystyki zespołu Mercedesa ze srebrnego na czarny.
Lewis zapewnił sobie tytuł wygrywając Grand Prix Turcji, tym samym po raz czwarty z rzędu kończąc sezon jako najlepszy kierowca królowej motorsportu. Nad zajmującym drugie miejsce w klasyfikacji generalnej Bottasem osiągnął jeszcze większą przewagę niż w poprzednim sezonie wynoszącą aż 124 punkty.

##### 2021: Walka o tytuł z Verstappenem

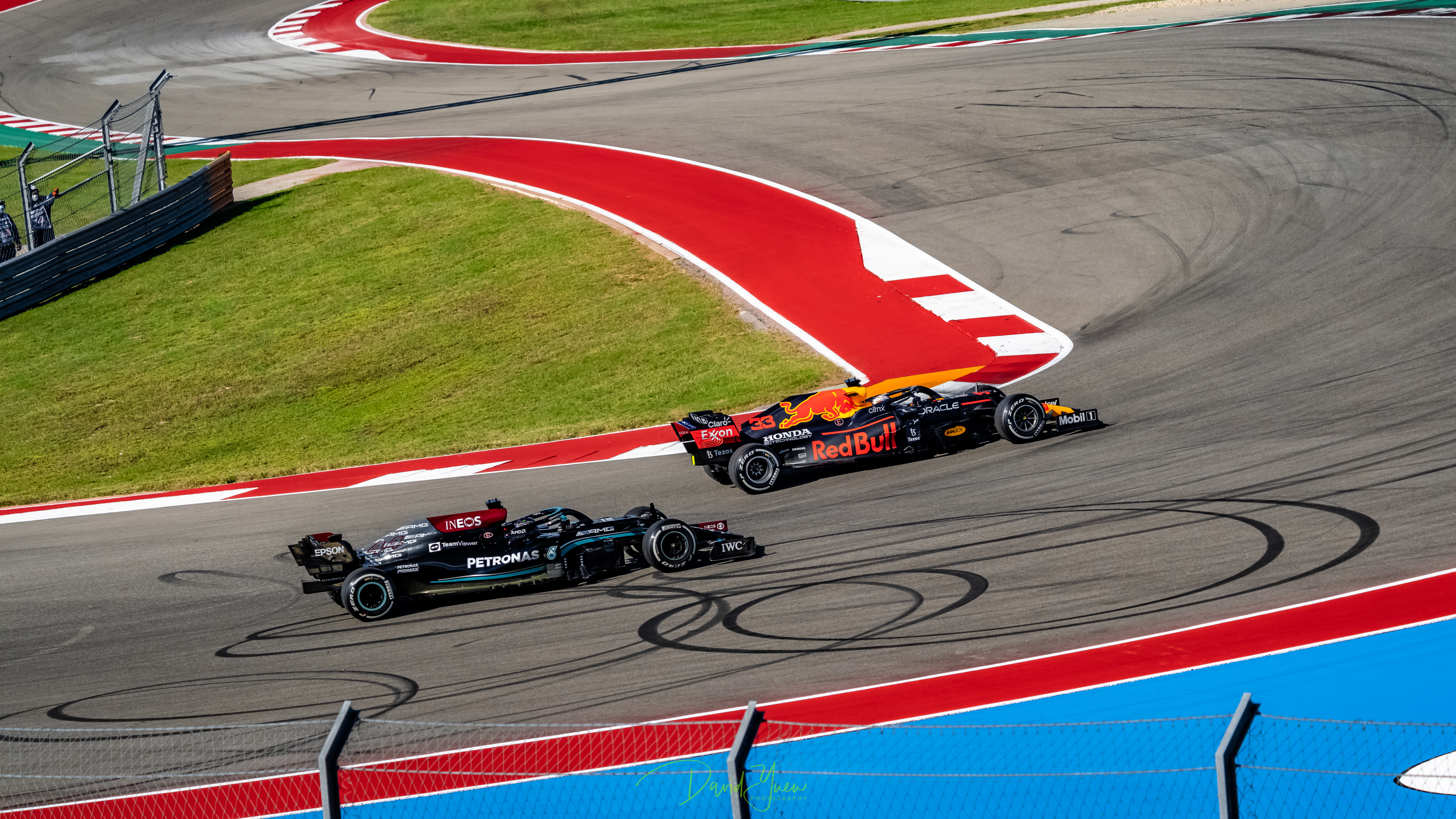
Hamilton i Verstappen stoczyli wiele pojedynków na torze podczas sezonu 2021. Na zdjęciu obaj kierowcy podczas Grand Prix Stanów Zjednoczonych.

Od początku sezonu zespół Lewisa Hamiltona – Mercedes borykał się z większą liczbą problemów, niż w poprzednich latach, wskutek czego rywalizację nawiązał z nim holenderski kierowca – Max Verstappen, który jeszcze przed rozpoczęciem tegorocznych zmagań był wskazywany jako główny kandydat do walki o mistrzostwo. Już podczas otwierającego sezon Grand Prix Bahrajnu, Verstappen okazał się lepszy w kwalifikacjach, zdobywając pole postion z przewagą 0,389 sekundy nad drugim Brytyjczykiem. W wyścigu lepszy okazał się Hamilton zwyciężając po raz 96 w karierze. Do wyścigu o Grand Prix Emilii-Romanii to Hamilton ruszał z pierwszego miejsca, a Verstappen był dopiero trzeci, jednak sytuację Brytyjczyka utrudniał fakt, że z pierwszego rzędu ruszał z innym kierowcą Red Bulla – Sergio Pérezem. Już na początku wyścigu Verstappen wyprzedził najpierw kolegę z zespołu, a potem broniącego tytuł mistrza świata Hamiltona. Holender wypracował sobie przewagę, jednak z czasem Brytyjczyk zmniejszał stratę czasową. W połowie wyścigu Hamilton popełnił błąd, wypadając z toru i wjechał w żwir, przez co stracił kilka pozycji, jednak kolizja pomiędzy jadącymi przed nim Bottasem i Russellem sprawiła, że znalazł się na drugim miejscu, które dowiózł do mety, tracąc do Verstappena 22 sekundy. Prowadzenie Brytyjczyka w klasyfikacji generalnej trwało do Grand Prix Monako, które zwyciężył Verstappen i wyprzedził Hamiltona o cztery punkty. Podczas kolejnych zmagań Hamilton i Verstappen wymieniali się prowadzeniem w klasyfikacji generalnej. Ich zacięta walka doprowadziła do kilku kolizji między kierowcami na przestrzeni całego sezonu, jak chociażby groźny wypadek podczas Grand Prix Wielkiej Brytanii, kiedy zaraz po rozpoczęciu wyścigu na zakręcie Copse doszło do kontaktu obu bolidów w wyniku czego Verstappen stracił kontrolę i przy ogromnej prędkości uderzył w bandy, trafiając do szpitala. Hamitlon otrzymał 10-sekundową karę, jednak to nie przeszkodziło w odniesieniu zwycięstwa przez Brytyjczyka. Do Grand Prix Abu Zabi obaj kierowcy stanęli z jednakową liczbą punktów. Kwalifikacje wygrał Verstappen, jednak w wyścigu lepiej wystartował Hamilton i prowadził przez większą jego część, jednak ze względu na samochód bezpieczeństwa, który wyjechał na cztery okrążenia przed końcem wyścigu na skutek rozbicia bolidu przez Nicholasa Latifiego, Holender zniwelował stratę czasową zbliżając się do Hamiltona oraz wymienił komplet opon na świeże. Dyrektor wyścigu Michael Masi zdecydował że samochody jadące pomiędzy kierowcami walczącymi o tytuł, które były dublowane mogą wyprzedzić Safety Car, co pozwoliło Verstappenowi znaleźć się bezpośrednio za kierowcą Mercedesa. Po zjechaniu samochodu bezpieczeństwa, na ostatnim okrążeniu Hamilton broniąc się na mocno zużytym komplecie ogumienia musiał ulec kierowcy Red Bulla i zakończył rywalizację na drugim miejscu, kończąc tym samym z tytułem wicemistrza świata. Wyścig na torze Yas Marina wzbudził duże kontrowersje związane z decyzjami sędziowskimi podjętymi pod koniec Grand Prix.

##### 2022-2024: Zmagania z bolidem i odejście z Mercedesa

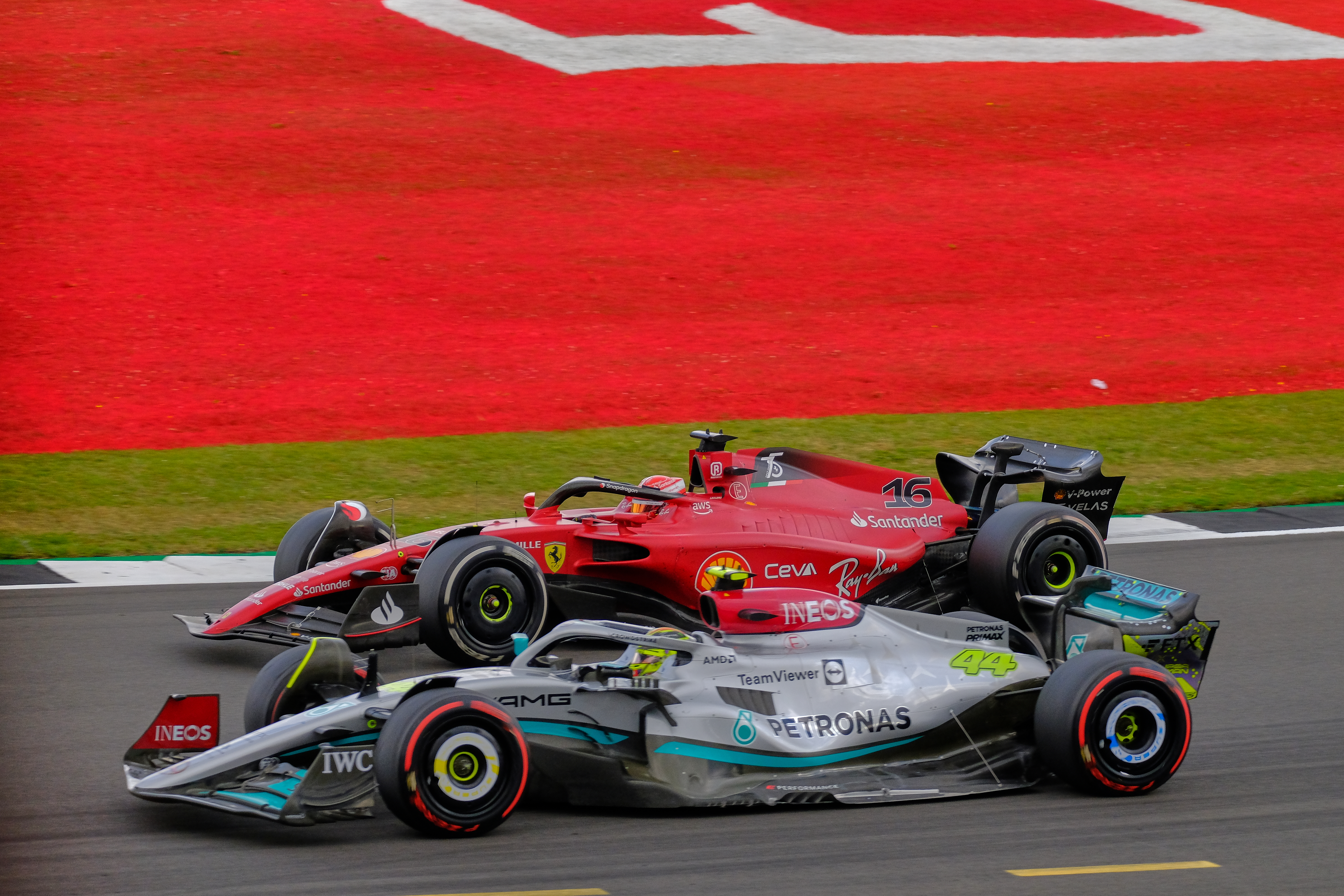
Hamilton w zaciętej walce z Charles’em Leclerkiem podczas Grand Prix Wielkiej Brytanii (2022).

Od sezonu 2022, po tym jak nie przedłużono kontraktu z Vallterim Bottasem nowym kolegą Hamiltona został jego rodak – George Russell. W nadchodzącym sezonie zostały wprowadzone znaczne zmiany techniczne bolidów, które miały na celu wykorzystanie efektu przypowierzchniowego do generowania większego docisku. Mercedes od początku sezonu zaczął zmagać się z większymi problemami niż konkurencja z czołówki. W głównej mierze powodem było zbyt mocne podskakiwanie bolidu, na co uwagę zwracał Hamilton. Po dwóch sezonach bez większych sukcesów zespołu (jedyne zwycięstwo w tym czasie odniósł jego partner z zespołu w Grand Prix Brazylii), Brytyjczyk w międzyczasie zdołał ustanowić parę rekordów w tym między innymi: najwięcej kolejnych sezonów z co najmniej jednym miejscem na podium, czy też najwięcej kolejnych sezonów z co najmniej jednym okrążeniem na prowadzeniu. 31 sierpnia 2023 ogłosił przedłużenie kontaktu z niemiecką ekipą na kolejne dwa sezony.
7 lipca 2024 roku odniósł swoje 104 zwycięstwo w F1 na domowym torze Silverstone, podczas Grand Prix Wielkiej Brytanii. Był to pierwszy triumf Hamiltona od 945 dni. Poprzez to został najstarszym kierowcą Formuły 1, który odniósł zwycięstwo w XXI wieku, a także pobił rekord Michaela Schumachera, zwyciężając 9-krotnie na jednym torze. Podczas Grand Prix Węgier jako pierwszy zawodnik w historii po raz 200. stanął na podium, zajmując trzecie miejsce. Swoje ostatnie zwycięstwo z Mercedesem odnotował w Grand Prix Belgii, po dyskwalifikacji Georga Russella, a na przestrzeni całego sezonu zgromadził 223 punkty zajmując siódme miejsce w klasyfikacji generalnej.

#### Od 2025: Ferrari
W lutym 2024 ogłosił, że od sezonu 2025 będzie reprezentował zespół Scuderia Ferrari. Przyznał że jazda dla Ferrari to spełnienie dziecięcych marzeń. Ta decyzja podjęta przez brytyjskiego kierowcę sprawiła, że po raz pierwszy w swojej karierze będzie ścigał się bolidem z silnikiem innym niż jednostki Mercedesa.

## Styl jazdy

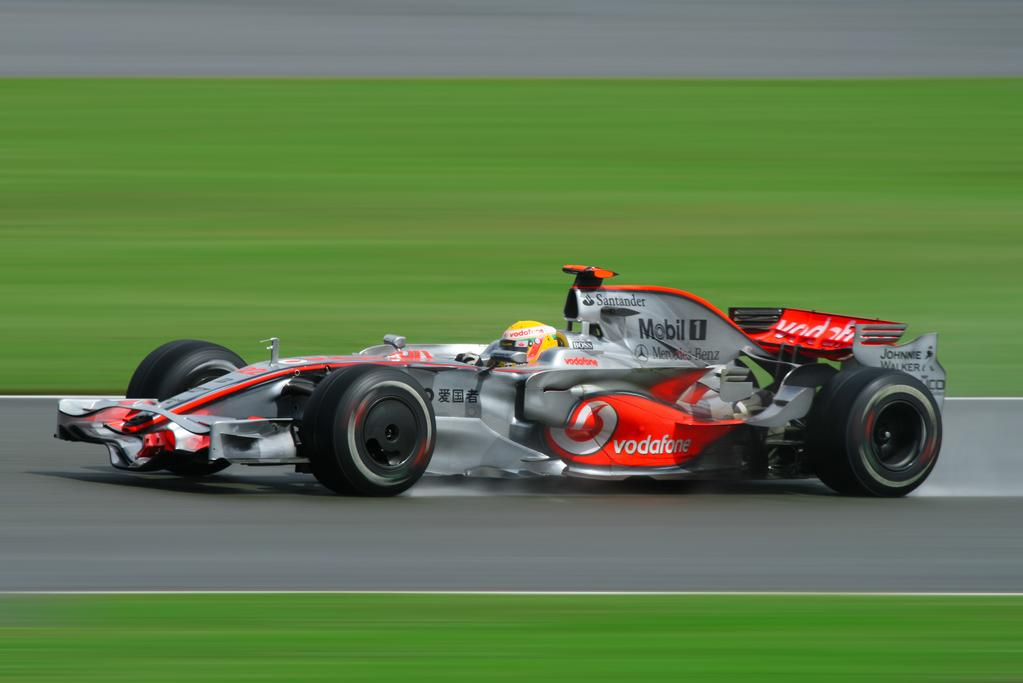
Hamilton zwyciężył w deszczowym Grand Prix Wielkiej Brytanii z przewagą ponad jednej minuty nad Nickiem Heidfeldem (2008 rok).

Hamilton uważany jest za jednego z najbardziej kompletnych kierowców w całej stawce. Elementem na który składa się jego doskonała jazda jest preferencja do agresywnej jazdy, co sam podkreślał. Wielu ekspertów zauważa, że posiada on naturalną zdolność do rozpoznania granicy bolidu którym się ściga. Jeden z dziennikarzy piszący artykuły dla oficjalnej strony Formuły 1 – Mark Hughes opisał Lewisa i jego jazdę na torze w sposób: „Niezwykle ostro hamuje, ale ma fantastyczną zdolność dopasowywania szybkości ubywania siły docisku poprzez modulację ciśnienia, w taki sposób że bolid nie traci przyczepności, ale też nie powoduje to blokowania kół co jest niezwykle rzadkie.”
Hamilton był również chwalony za umiejętność szybkiego dostosowywania się do zmian w ustawieniach samochodu oraz zmieniających się warunków na torze. Przez całą swoją karierę zazwyczaj zużywał mniej paliwa niż jego koledzy z drużyny, dzięki swojej zdolności do utrzymywania ciągłej prędkości w zakrętach pomimo niestabilności samochodu. Pedro de la Rosa, były kierowca testowy McLarena, który był w tamtym okresie w jednej drużynie z Hamiltonem i Alonso, ocenił ten duet kierowców jako najlepszy kiedykolwiek widział, i z którymi miał okazję współpracować.
Hamiltona wielokrotnie doceniano za powtarzalność i konsekwentność, zwłaszcza podczas okresu jazdy w Mercedesie. W latach 2016–2018 ukończył kolejno 33 wyścigi nie wypadając w tym czasie z punktowanej dziesiątki, a trwająca passa zakończyła się dopiero w wyniku problemów z silnikiem w jego bolidzie, nie będącym winą kierowcy.
Uznawany jest również za jednego z najlepszych kierowców podczas deszczowej pogody, umiejącym wykorzystać maksymalne osiągi bolidu w niekorzystnych warunkach panujących na torze.
Na styl jazdy Lewisa Hamiltona duży wpływ miał jego idol z dzieciństwa Ayrton Senna, na którym starał się wzorować.

## Kaski

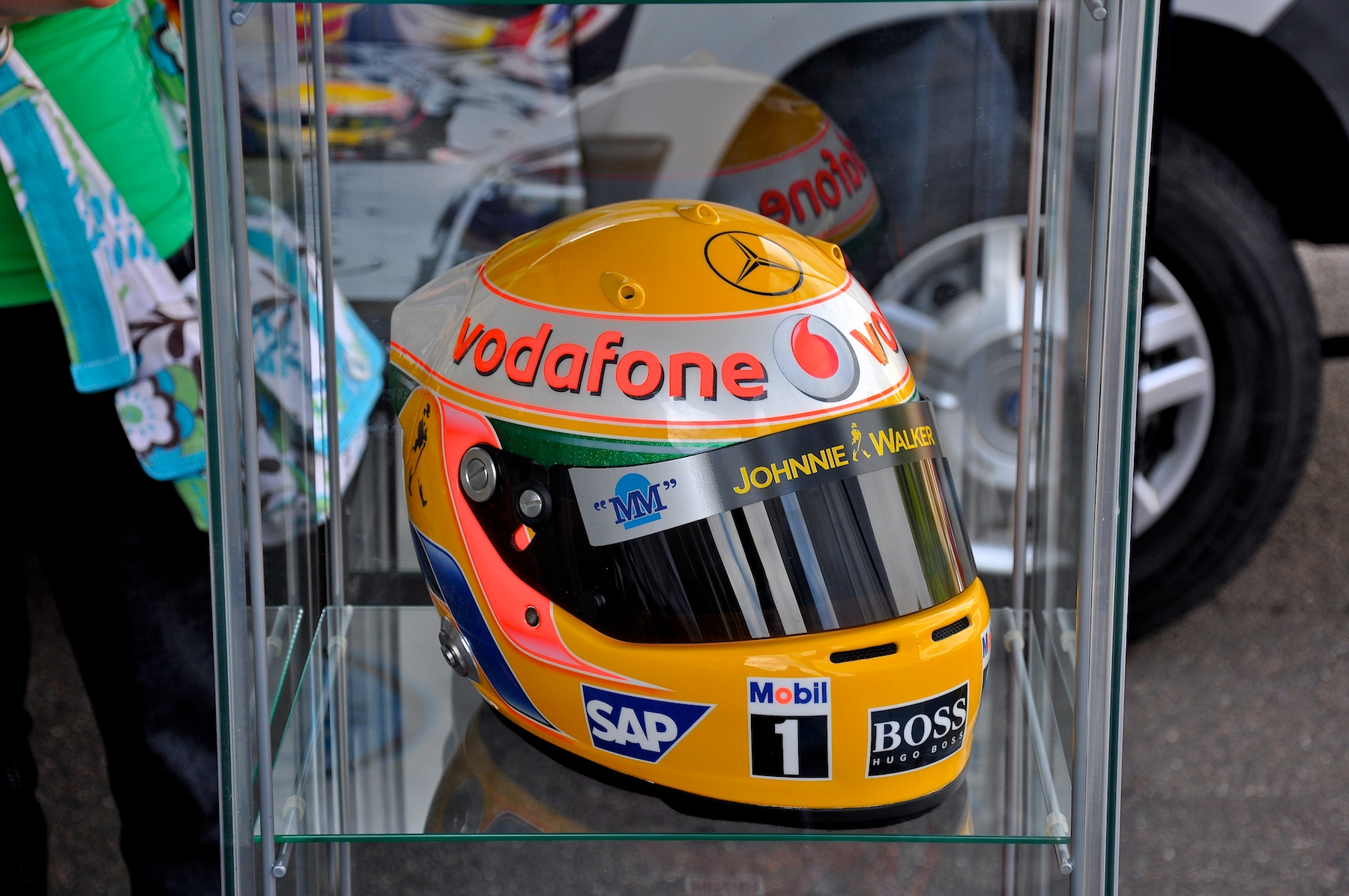
Kask noszony przez Lewisa Hamiltona w 2007 roku.

Już od najmłodszych lat kask Hamiltona podczas jazdy w kartingu był malowany głównie na żółto i niebiesko, z zielonymi i czerwonymi pasami. W późniejszym czasie pasy powędrowały na przód, aby zrobić przestrzeń na logo i reklamy. Hamilton w początkowych etapach swojej kariery w Formule 1 stosował głównie żółty kolor, ale w 2014 roku zdecydował się na zmianę, wówczas biały kolor stał się dominującym. W 2017 roku wybrał wzór swojego kasku spośród propozycji fanów, a zwycięski projekt wykorzystywał biało-żółte barwy z czerwonymi i pomarańczowymi detalami oraz dodanie trzech gwiazdek, po jednej dla każdego z trzech mistrzostw Formuły 1 Hamiltona które zdobył w tamtym okresie. Na następne sezony kierowca kontynuował dodawanie kolejnych gwiazdek na swój kask, wygrywając następne tytuły Mistrza Świata.
Hamilton nosił specjalnie zaprojektowane, wyjątkowe kaski przez kilka weekendów w swojej karierze. Podczas Grand Prix Malezji w 2015 roku przywiózł nowo zaprojektowany wzór w kolorze niebiesko-zielonym, który nawiązywał do jednego ze sponsorów zespołu Petronas, ale FIA uniemożliwiła jego założenie podczas całego weekendu. Po zdobyciu czwartego tytułu w 2017 roku, przystąpił do Grand Prix Abu Zabi w złotym kasku z czterema gwiazdami zdobiącymi jego górę, oraz napisem World Champion (Mistrz Świata). Taki sam złoty kask założył podczas Grand Prix Abu Zabi, rok później po zdobyciu piątego tytułu mistrza świata, do czego nawiązał pięcioma gwiazdkami po obu stronach kasku, i uczynił to ponownie w Grand Prix Abu Zabi w 2019 roku, tym razem dodając jeszcze jedną gwiazdkę za zdobycie szóstego tytułu Mistrza Świata.

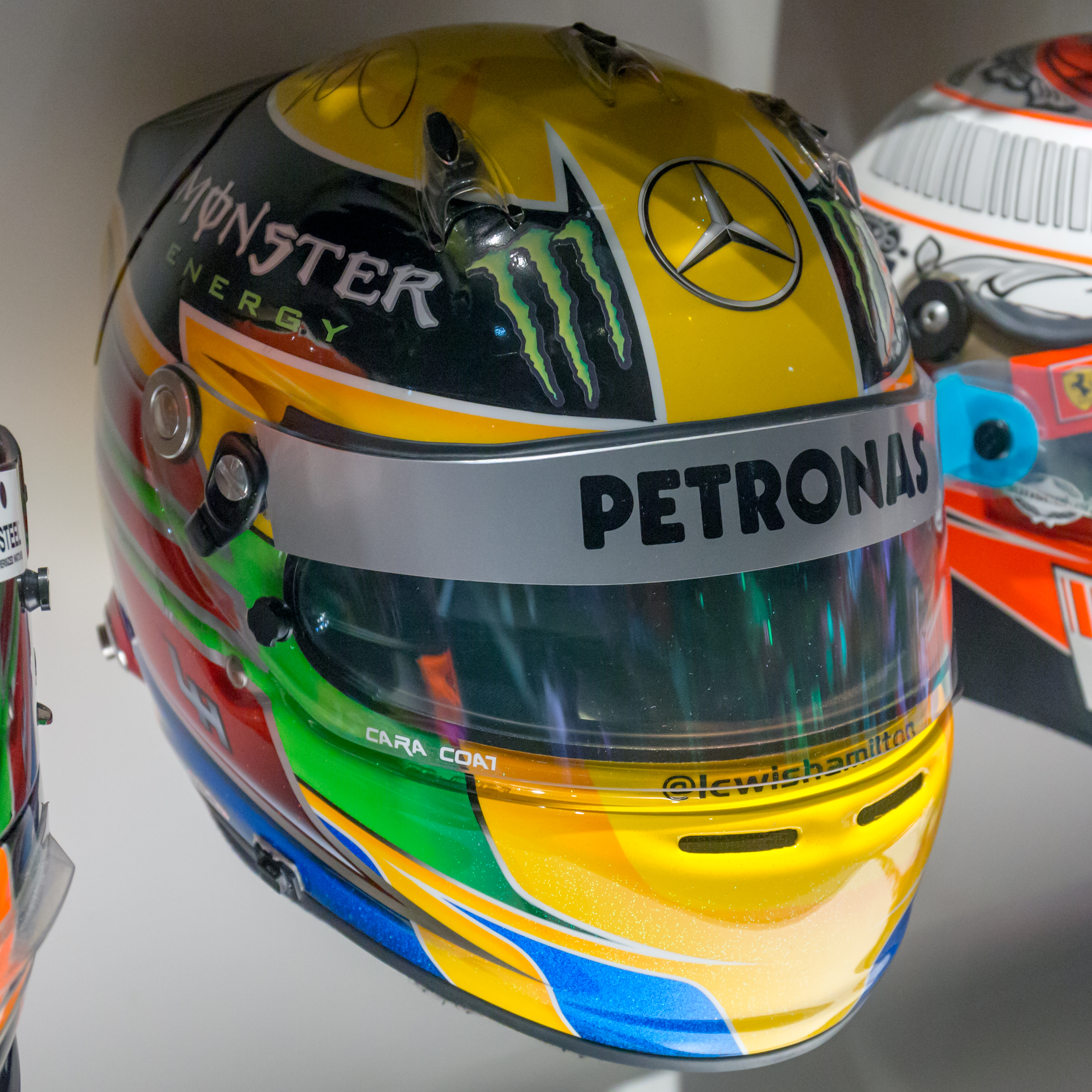
Projekt z 2017 roku.

Brytyjczyk w swojej karierze używał również jednorazowych projektów, aby oddać hołd wpływowym postaciom, głównie związanymi z Formułą 1. Podczas Grand Prix Brazylii w 2011 roku założył specjalny kask na cześć Ayrtona Senny, który został wystawiony na aukcji po wyścigu na rzecz Fundacji zmarłego brazylijskiego kierowcy. Podczas Grand Prix Monako w 2019 roku Hamilton, podobnie jak Sebastian Vettel, używał specjalnego kasku na cześć Nikego Laudy, zmarłego na początku tego samego tygodnia. Był pomalowany w czerwono-białe kolory, a imię i nazwisko austriackiego zawodnika znajdowało się z tyłu. Lewis ponownie założył specjalnie pomalowany kask, upamiętniający Sennę w wyścigu o Grand Prix Brazylii w 2019 roku.
Na rok 2020 zmienił całkowicie projekt kasku, wykorzystując czerń jako kolor bazowy z fioletowymi detalami, na poparcie ruchu Black Lives Matter. Przez następny rok kontynuował jazdę na torze w tym samym projekcie.
Hamilton na wyraz poparcia dla osób LGBTQ+ używał tęczowego kasku w ramach Grand Prix Kataru, Grand Prix Arabii Saudyjskiej i Grand Prix Abu Zabi w 2021 roku.

## Rywalizacja na torze

### Fernando Alonso (2007)
Debiutancki sezon Hamiltona upłynął pod znakiem współpracy z dwukrotnym mistrzem świata i obrońcą tytułu – Fernando Alonso. W chwili, gdy byli partnerami zespołowymi, między obydwoma kierowcami, a zespołem McLarena narastał konflikt w wyniku kilku incydentów. Pierwsze tego typu zdarzenia pojawiły się, gdy Hamilton zajął drugie miejsce za Alonso podczas Grand Prix Monako w 2007 roku. Brytyjczyk odniósł się do całej sytuacji po wyścigu, sugerując że nie pozwolono mu na wyprzedzenie Hiszpana, aby ten mógł odnieść zwycięstwo. FIA wszczęła dochodzenie czy McLaren faktycznie złamał przepisy, egzekwując polecenia zespołu. Drużyna zaprzeczyła jako by faworyzowała Hiszpana, a FIA następnie oczyściła zespół z wszelkich zarzutów.

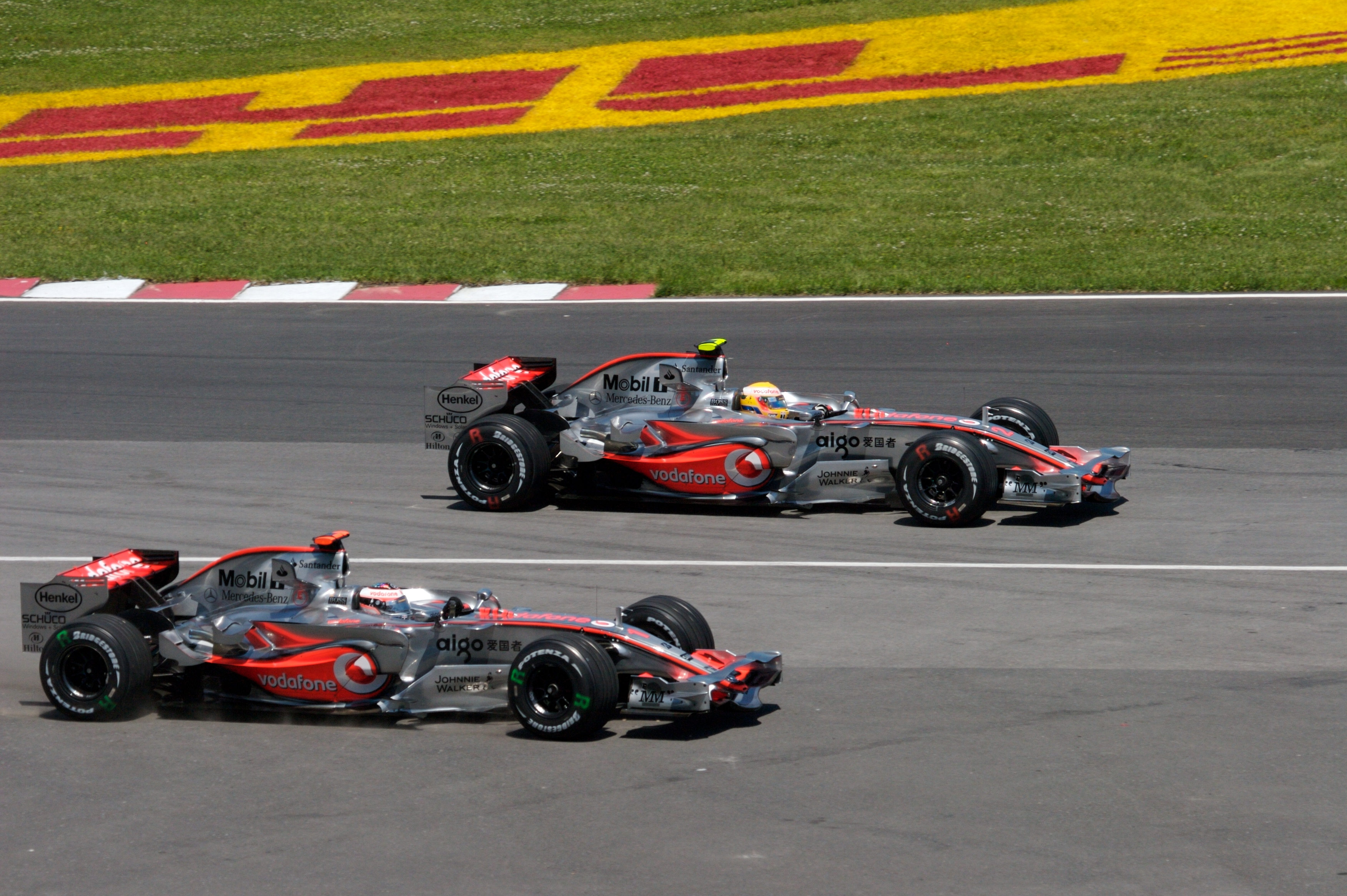
Hamilton (z prawej) i Alonso (z lewej) podczas Grand Prix Kanady (2007).

Kolejny zgrzyt pomiędzy tą dwójką miał miejsce w Grand Prix Węgier, gdzie podczas ostatniej sesji kwalifikacyjnej Hamilton wyjechał na tor przed Alonso i zignorował prośbę zespołu o przepuszczenie Hiszpana. Na ostatnim szybkim okrążeniu, które miał rozpocząć Hamilton, nagle w boksach Alonso zgasił silnik, w związku z czym zablokował swojego partnera, a ten nie był w stanie uzyskać ostatniego czasu okrążenia przed końcem sesji. Alonso został ukarany cofnięciem o pięć pozycji na starcie, tracąc pole position, które powędrowało do Lewisa, a McLarenowi odjęto punkty za niedzielny wyścig w klasyfikacji Mistrzostw Świata Konstruktorów. Hamilton po całym zajściu powiedział, że uważa karę za „całkiem łagodną" i żałuje jedynie utraty punktów. Pojawiły się informacje o tym, że Hamilton miał używać przez radio niestosownych słów wobec szefa zespołu Rona Dennisa po zaistniałym incydencie, jednakże McLaren wydał później oświadczenie w imieniu Hamiltona, w którym zaprzeczył o użyciu jakichkolwiek wulgaryzmów przez kierowcę.

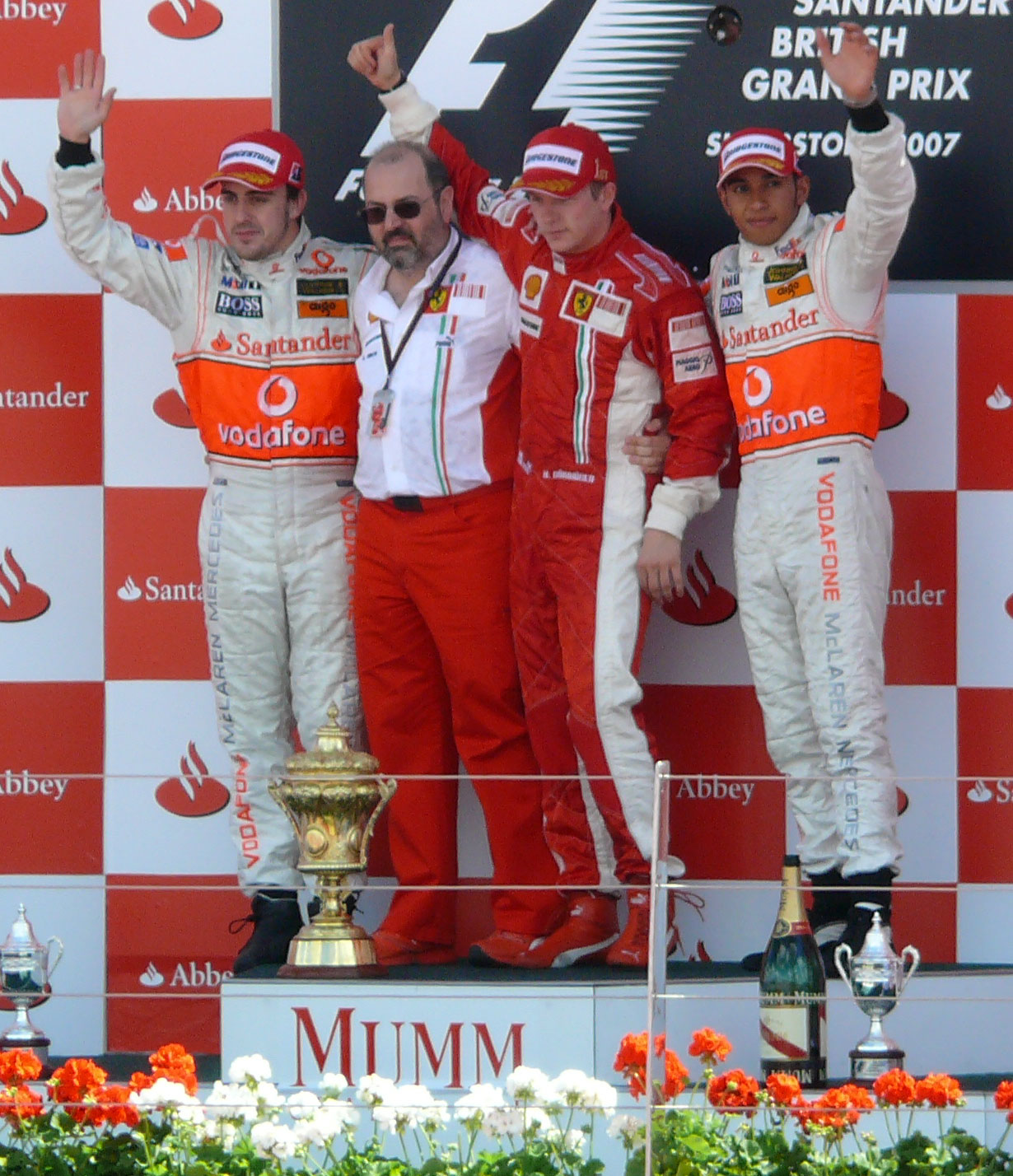
Hamilton (z prawej), Alonso (z lewej), oraz zwycięzca wyścigu Kimi Räikkönen (w środku) na podium

W wyniku wydarzeń z sezonu 2007, relacje między Hamiltonem i Alonso bardzo się pogorszyły, a przez krótki okres obydwaj kierowcy nie rozmawiali ze sobą. Spekulowano wówczas że Hamilton może przenieść się do Ferrari, które zaczęło wyrażać zainteresowanie Brytyjczykiem. Rywalizacja między nimi doprowadziła do wielu pogłosek o tym, że któryś z nich opuści szeregi McLarena pod koniec sezonu. Ostatecznie plotki te znalazły swoje potwierdzenie, w wyniku czego Alonso i McLaren rozwiązali kontrakt za obopólną zgodą w listopadzie tego roku. W kolejnych latach, kiedy nie rywalizowali już w jednej drużynie nkonflikt między kierowcami osłabł, a wzajemny szacunek wobec siebie wzrósł. Alonso po latach często chwalił Hamiltona, jak chociażby w 2017 roku mówiąc: „Lewis był w stanie wygrać dominującym samochodem, dobrym samochodem, jak w 2010 lub 2012 roku, ale także słabymi bolidami, jak te w 2009 i 2011 roku. Nie wszyscy mistrzowie mogą się tym pochwalić”. Hiszpan później opisał Hamiltona jako jednego z pięciu najlepszych kierowców wszech czasów.
Podczas okrążenia zjazdowego po ostatnim wyścigu Alonso w Formule 1 w 2018 roku, Hamilton dołączył do Sebastiana Vettela i wspólnie z Niemcem oddał hołd "Nando". Cała trójka jadąc obok siebie na prostym odcinku toru wykonywała tak zwane: bączki.
W okresie gdy byli kolegami z zespołu, Hamilton i Alonso wygrali 8 z 17 wyścigów na przestrzeni jednego sezonu. Hamilton odniósł cztery zwycięstwa, dwunastokrotnie stając na podium, a także dziesięciokrotnie wygrywał w kwalifikacjach z Hiszpanem. Alonso odniósł tyle samo zwycięstw, a także mieli jednakową liczbę miejsc na podium, lecz tylko siedmiokrotnie okazywał się lepszy w kwalifikacjach. Na koniec sezonu obydwaj mieli na swoim koncie po 109 punktów, jednak to Hamilton został wicemistrzem, mając na koncie więcej drugich miejsc.

## Filmografia
- Auta 2 jako Lewis Hamilton
- Auta 3 jako Super Sonik (głos)
- F1(film) jako Lewis Hamilton

## Wyniki
| Legenda oznaczeń w tabelach wyników Wyświetl szablon na nowej stronie | Legenda oznaczeń w tabelach wyników Wyświetl szablon na nowej stronie                                                                     |
| Oznaczenie                                                            | Wyjaśnienie |
| --------------------------------------------------------------------- | --- |
| Złoty                                                                 | Zwycięzca lub mistrzostwo |
| Srebrny                                                               | 2. miejsce lub wicemistrzostwo |
| Brązowy                                                               | 3. miejsce lub II wicemistrzostwo |
| Zielony                                                               | Ukończył, punktował (w klasyfikacji generalnej, gdy zdobył co najmniej jeden punkt na przestrzeni sezonu, poza trzema powyższymi opcjami) |
| Niebieski                                                             | Ukończył, nie punktował (w klasyfikacji generalnej, gdy nie zdobył co najmniej jednego punktu na przestrzeni sezonu)                      |
| Czerwony                                                              | Nie zakwalifikował się (NZ) |
| Czerwony                                                              | Nie prekwalifikował się (NPK) |
| Różowy                                                                | Nie ukończył (NU) |
| Różowy                                                                | Niesklasyfikowany (NS) (w klasyfikacji generalnej, gdy nie został sklasyfikowany w żadnym wyścigu sezonu)                                 |
| Czarny                                                                | Zdyskwalifikowany (DK) |
| Czarny                                                                | Wykluczony (WYK/EX) |
| Biały                                                                 | Nie wystartował (NW) |
| Biały                                                                 | Kontuzjowany (K/INJ) |
| Biały                                                                 | Wyścig odwołany (OD/C) |
| Bez koloru                                                            | Został wycofany (WYC/WD) |
| Bez koloru                                                            | Nie przybył (NP/DNA) |
| Bez koloru                                                            | Nie brał udziału w treningach (NT/DNP) |
| Bez koloru                                                            | Nie został zgłoszony (–) |
| Pogrubienie                                                           | Start z pole position |
| Kursywa                                                               | Najszybsze okrążenie wyścigu |
| †                                                                     | Nie ukończył, ale jego rezultat został zaliczony ze względu na przejechanie więcej niż 90% dystansu wyścigu.                              |
| *                                                                     | Sezon w trakcie |
| 1/2/3                                                                 | Punktowana pozycja w sprincie |
| Lista systemów punktacji Formuły 1                                    | |

### GP2
| Rok  | Zespół         | Wyniki w poszczególnych eliminacjach | Wyniki w poszczególnych eliminacjach | Wyniki w poszczególnych eliminacjach | Wyniki w poszczególnych eliminacjach | Wyniki w poszczególnych eliminacjach | Wyniki w poszczególnych eliminacjach | Wyniki w poszczególnych eliminacjach | Wyniki w poszczególnych eliminacjach | Wyniki w poszczególnych eliminacjach | Wyniki w poszczególnych eliminacjach | Wyniki w poszczególnych eliminacjach | Wyniki w poszczególnych eliminacjach | Wyniki w poszczególnych eliminacjach | Wyniki w poszczególnych eliminacjach | Wyniki w poszczególnych eliminacjach | Wyniki w poszczególnych eliminacjach | Wyniki w poszczególnych eliminacjach | Wyniki w poszczególnych eliminacjach | Wyniki w poszczególnych eliminacjach | Wyniki w poszczególnych eliminacjach | Wyniki w poszczególnych eliminacjach | Punkty | Pozycja |
| ---- | -------------- | ------------------------------------ | ------------------------------------ | ------------------------------------ | ------------------------------------ | ------------------------------------ | ------------------------------------ | ------------------------------------ | ------------------------------------ | ------------------------------------ | ------------------------------------ | ------------------------------------ | ------------------------------------ | ------------------------------------ | ------------------------------------ | ------------------------------------ | ------------------------------------ | ------------------------------------ | ------------------------------------ | ------------------------------------ | ------------------------------------ | ------------------------------------ | ------ | ------- |
| 2006 | ART Grand Prix | VAL                                  | VAL                                  | SMR                                  | SMR                                  | NÜR                                  | NÜR                                  | ESP                                  | ESP                                  | MON                                  | GBR                                  | GBR                                  | FRA                                  | FRA                                  | HOC                                  | HOC                                  | HUN                                  | HUN                                  | TUR                                  | TUR                                  | ITA                                  | ITA                                  | 114    | 1       |
| 2006 | ART Grand Prix | 2                                    | 6                                    | DK                                   | 10                                   | 1                                    | 1                                    | 2                                    | 4                                    | 1                                    | 1                                    | 1                                    | 19                                   | 5                                    | 2                                    | 3                                    | 10                                   | 2                                    | 2                                    | 2                                    | 3                                    | 2                                    | 114    | 1       |

### Formuła 1
| Rok  | Zespół                                 | Samochód                           | Silnik                              | Wyniki w poszczególnych eliminacjach | Wyniki w poszczególnych eliminacjach | Wyniki w poszczególnych eliminacjach | Wyniki w poszczególnych eliminacjach | Wyniki w poszczególnych eliminacjach | Wyniki w poszczególnych eliminacjach | Wyniki w poszczególnych eliminacjach | Wyniki w poszczególnych eliminacjach | Wyniki w poszczególnych eliminacjach | Wyniki w poszczególnych eliminacjach | Wyniki w poszczególnych eliminacjach | Wyniki w poszczególnych eliminacjach | Wyniki w poszczególnych eliminacjach | Wyniki w poszczególnych eliminacjach | Wyniki w poszczególnych eliminacjach | Wyniki w poszczególnych eliminacjach | Wyniki w poszczególnych eliminacjach | Wyniki w poszczególnych eliminacjach | Wyniki w poszczególnych eliminacjach | Wyniki w poszczególnych eliminacjach | Wyniki w poszczególnych eliminacjach | Wyniki w poszczególnych eliminacjach | Wyniki w poszczególnych eliminacjach | Wyniki w poszczególnych eliminacjach | Punkty | Pozycja |
| ---- | -------------------------------------- | ---------------------------------- | ----------------------------------- | ------------------------------------ | ------------------------------------ | ------------------------------------ | ------------------------------------ | ------------------------------------ | ------------------------------------ | ------------------------------------ | ------------------------------------ | ------------------------------------ | ------------------------------------ | ------------------------------------ | ------------------------------------ | ------------------------------------ | ------------------------------------ | ------------------------------------ | ------------------------------------ | ------------------------------------ | ------------------------------------ | ------------------------------------ | ------------------------------------ | ------------------------------------ | ------------------------------------ | ------------------------------------ | ------------------------------------ | ------ | ------- |
| 2007 | Vodafone McLaren Mercedes              | McLaren MP4-22                     | Mercedes-AMG FO 108T                | Australia                            | Malezja                              | Bahrajn                              | Hiszpania                            | Monako                               | Kanada                               | Stany Zjednoczone                    | Francja                              | Wielka Brytania                      | Unia Europejska                      | Węgry                                | Turcja                               | Włochy                               | Belgia                               | Japonia                              |                                      | Brazylia                             |                                      |                                      |                                      |                                      |                                      |                                      |                                      | 109    | 2       |
| 2007 | Vodafone McLaren Mercedes              | McLaren MP4-22                     | Mercedes-AMG FO 108T                | 3                                    | 2                                    | 2                                    | 2                                    | 2                                    | 1                                    | 1                                    | 3                                    | 3                                    | 9                                    | 1                                    | 5                                    | 2                                    | 4                                    | 1                                    | NU                                   | 7                                    |                                      |                                      |                                      |                                      |                                      |                                      |                                      | 109    | 2       |
| 2008 | Vodafone McLaren Mercedes              | McLaren MP4-23                     | Mercedes-AMG FO 108V                | Australia                            | Malezja                              | Bahrajn                              | Hiszpania                            | Turcja                               | Monako                               | Kanada                               | Francja                              | Wielka Brytania                      | Niemcy                               | Węgry                                | Unia Europejska                      | Belgia                               | Włochy                               | Singapur                             | Japonia                              |                                      | Brazylia                             |                                      |                                      |                                      |                                      |                                      |                                      | 98     | 1       |
| 2008 | Vodafone McLaren Mercedes              | McLaren MP4-23                     | Mercedes-AMG FO 108V                | 1                                    | 5                                    | 13                                   | 3                                    | 2                                    | 1                                    | NU                                   | 10                                   | 1                                    | 1                                    | 5                                    | 2                                    | 3                                    | 7                                    | 3                                    | 12                                   | 1                                    | 5                                    |                                      |                                      |                                      |                                      |                                      |                                      | 98     | 1       |
| 2009 | Vodafone McLaren Mercedes              | McLaren MP4-24                     | Mercedes-AMG FO 108W                | Australia                            | ‡                                    |                                      | Bahrajn                              | Hiszpania                            | Monako                               | Turcja                               | Wielka Brytania                      | Niemcy                               | Węgry                                | Unia Europejska                      | Belgia                               | Włochy                               | Singapur                             | Japonia                              | Brazylia                             |                                      |                                      |                                      |                                      |                                      |                                      |                                      |                                      | 49     | 5       |
| 2009 | Vodafone McLaren Mercedes              | McLaren MP4-24                     | Mercedes-AMG FO 108W                | DK                                   | 7                                    | 6                                    | 4                                    | 9                                    | 12                                   | 13                                   | 16                                   | 18                                   | 1                                    | 2                                    | NU                                   | 12                                   | 1                                    | 3                                    | 3                                    | NU                                   |                                      |                                      |                                      |                                      |                                      |                                      |                                      | 49     | 5       |
| 2010 | Vodafone McLaren Mercedes              | McLaren MP4-25                     | Mercedes-AMG FO 108X                | Bahrajn                              | Australia                            | Malezja                              |                                      | Hiszpania                            | Monako                               | Turcja                               | Kanada                               | Unia Europejska                      | Wielka Brytania                      | Niemcy                               | Węgry                                | Belgia                               | Włochy                               | Singapur                             | Japonia                              | Korea Południowa                     | Brazylia                             |                                      |                                      |                                      |                                      |                                      |                                      | 240    | 4       |
| 2010 | Vodafone McLaren Mercedes              | McLaren MP4-25                     | Mercedes-AMG FO 108X                | 3                                    | 6                                    | 6                                    | 2                                    | 14                                   | 5                                    | 1                                    | 1                                    | 2                                    | 2                                    | 4                                    | NU                                   | 1                                    | NU                                   | NU                                   | 5                                    | 2                                    | 4                                    | 2                                    |                                      |                                      |                                      |                                      |                                      | 240    | 4       |
| 2011 | Vodafone McLaren Mercedes              | McLaren MP4-26                     | Mercedes-AMG FO 108Y                | Australia                            | Malezja                              |                                      | Turcja                               | Hiszpania                            | Monako                               | Kanada                               | Unia Europejska                      | Wielka Brytania                      | Niemcy                               | Węgry                                | Belgia                               | Włochy                               | Singapur                             | Japonia                              | Korea Południowa                     | Indie                                |                                      | Brazylia                             |                                      |                                      |                                      |                                      |                                      | 227    | 5       |
| 2011 | Vodafone McLaren Mercedes              | McLaren MP4-26                     | Mercedes-AMG FO 108Y                | 2                                    | 8                                    | 1                                    | 4                                    | 2                                    | 6                                    | NU                                   | 4                                    | 4                                    | 1                                    | 4                                    | NU                                   | 4                                    | 5                                    | 5                                    | 2                                    | 7                                    | 1                                    | NU                                   |                                      |                                      |                                      |                                      |                                      | 227    | 5       |
| 2012 | Vodafone McLaren Mercedes              | McLaren MP4-27                     | Mercedes-AMG FO 108Z                | Australia                            | Malezja                              |                                      | Bahrajn                              | Hiszpania                            | Monako                               | Kanada                               | Unia Europejska                      | Wielka Brytania                      | Niemcy                               | Węgry                                | Belgia                               | Włochy                               | Singapur                             | Japonia                              | Korea Południowa                     | Indie                                |                                      | Stany Zjednoczone                    | Brazylia                             |                                      |                                      |                                      |                                      | 190    | 4       |
| 2012 | Vodafone McLaren Mercedes              | McLaren MP4-27                     | Mercedes-AMG FO 108Z                | 3                                    | 3                                    | 3                                    | 8                                    | 8                                    | 5                                    | 1                                    | 19                                   | 8                                    | NU                                   | 1                                    | NU                                   | 1                                    | NU                                   | 5                                    | 10                                   | 4                                    | NU                                   | 1                                    | NU                                   |                                      |                                      |                                      |                                      | 190    | 4       |
| 2013 | Mercedes AMG Petronas F1 Team          | Mercedes F1 W04                    | Mercedes-AMG FO 108F                | Australia                            | Malezja                              |                                      | Bahrajn                              | Hiszpania                            | Monako                               | Kanada                               | Wielka Brytania                      | Niemcy                               | Węgry                                | Belgia                               | Włochy                               | Singapur                             | Korea Południowa                     | Japonia                              | Indie                                |                                      | Stany Zjednoczone                    | Brazylia                             |                                      |                                      |                                      |                                      |                                      | 189    | 4       |
| 2013 | Mercedes AMG Petronas F1 Team          | Mercedes F1 W04                    | Mercedes-AMG FO 108F                | 5                                    | 3                                    | 3                                    | 5                                    | 12                                   | 4                                    | 3                                    | 4                                    | 5                                    | 1                                    | 3                                    | 9                                    | 5                                    | 5                                    | NU                                   | 6                                    | 7                                    | 4                                    | 9                                    |                                      |                                      |                                      |                                      |                                      | 189    | 4       |
| 2014 | Mercedes AMG Petronas F1 Team          | Mercedes F1 W05 Hybrid             | Mercedes-AMG PU106A Hybrid          | Australia                            | Malezja                              | Bahrajn                              |                                      | Hiszpania                            | Monako                               | Kanada                               | Austria                              | Wielka Brytania                      | Niemcy                               | Węgry                                | Belgia                               | Włochy                               | Singapur                             | Japonia                              | Rosja                                | Stany Zjednoczone                    | Brazylia                             |                                      |                                      |                                      |                                      |                                      |                                      | 384    | 1       |
| 2014 | Mercedes AMG Petronas F1 Team          | Mercedes F1 W05 Hybrid             | Mercedes-AMG PU106A Hybrid          | NU                                   | 1                                    | 1                                    | 1                                    | 1                                    | 2                                    | NU                                   | 2                                    | 1                                    | 3                                    | 3                                    | NU                                   | 1                                    | 1                                    | 1                                    | 1                                    | 1                                    | 2                                    | 1                                    |                                      |                                      |                                      |                                      |                                      | 384    | 1       |
| 2015 | Mercedes AMG Petronas F1 Team          | Mercedes F1 W06 Hybrid             | Mercedes-AMG PU106B Hybrid          | Australia                            | Malezja                              |                                      | Bahrajn                              | Hiszpania                            | Monako                               | Kanada                               | Austria                              | Wielka Brytania                      | Węgry                                | Belgia                               | Włochy                               | Singapur                             | Japonia                              | Rosja                                | Stany Zjednoczone                    | Meksyk                               | Brazylia                             |                                      |                                      |                                      |                                      |                                      |                                      | 381    | 1       |
| 2015 | Mercedes AMG Petronas F1 Team          | Mercedes F1 W06 Hybrid             | Mercedes-AMG PU106B Hybrid          | 1                                    | 2                                    | 1                                    | 1                                    | 2                                    | 3                                    | 1                                    | 2                                    | 1                                    | 6                                    | 1                                    | 1                                    | NU                                   | 1                                    | 1                                    | 1                                    | 2                                    | 2                                    | 2                                    |                                      |                                      |                                      |                                      |                                      | 381    | 1       |
| 2016 | Mercedes AMG Petronas F1 Team          | Mercedes F1 W07 Hybrid             | Mercedes-AMG PU106C Hybrid          | Australia                            | Bahrajn                              |                                      | Rosja                                | Hiszpania                            | Monako                               | Kanada                               | Unia Europejska                      | Austria                              | Wielka Brytania                      | Węgry                                | Niemcy                               | Belgia                               | Włochy                               | Singapur                             | Malezja                              | Japonia                              | Stany Zjednoczone                    | Meksyk                               | Brazylia                             |                                      |                                      |                                      |                                      | 380    | 2       |
| 2016 | Mercedes AMG Petronas F1 Team          | Mercedes F1 W07 Hybrid             | Mercedes-AMG PU106C Hybrid          | 2                                    | 3                                    | 7                                    | 2                                    | NU                                   | 1                                    | 1                                    | 5                                    | 1                                    | 1                                    | 1                                    | 1                                    | 3                                    | 2                                    | 3                                    | NU                                   | 3                                    | 1                                    | 1                                    | 1                                    | 1                                    |                                      |                                      |                                      | 380    | 2       |
| 2017 | Mercedes AMG Petronas Motorsport       | Mercedes AMG F1 W08 EQ Power+      | Mercedes-AMG M08 EQ Power+          | Australia                            |                                      | Bahrajn                              | Rosja                                | Hiszpania                            | Monako                               | Kanada                               | Azerbejdżan                          | Austria                              | Wielka Brytania                      | Węgry                                | Belgia                               | Włochy                               | Singapur                             | Malezja                              | Japonia                              | Stany Zjednoczone                    | Meksyk                               | Brazylia                             |                                      |                                      |                                      |                                      |                                      | 363    | 1       |
| 2017 | Mercedes AMG Petronas Motorsport       | Mercedes AMG F1 W08 EQ Power+      | Mercedes-AMG M08 EQ Power+          | 2                                    | 1                                    | 2                                    | 4                                    | 1                                    | 7                                    | 1                                    | 5                                    | 4                                    | 1                                    | 4                                    | 1                                    | 1                                    | 1                                    | 2                                    | 1                                    | 1                                    | 9                                    | 4                                    | 2                                    |                                      |                                      |                                      |                                      | 363    | 1       |
| 2018 | Mercedes AMG Petronas Motorsport       | Mercedes AMG F1 W09 EQ Power+      | Mercedes-AMG M09 EQ Power+          | Australia                            | Bahrajn                              |                                      | Azerbejdżan                          | Hiszpania                            | Monako                               | Kanada                               | Francja                              | Austria                              | Wielka Brytania                      | Niemcy                               | Węgry                                | Belgia                               | Włochy                               | Singapur                             | Rosja                                | Japonia                              | Stany Zjednoczone                    | Meksyk                               | Brazylia                             |                                      |                                      |                                      |                                      | 408    | 1       |
| 2018 | Mercedes AMG Petronas Motorsport       | Mercedes AMG F1 W09 EQ Power+      | Mercedes-AMG M09 EQ Power+          | 2                                    | 3                                    | 4                                    | 1                                    | 1                                    | 3                                    | 5                                    | 1                                    | NU                                   | 2                                    | 1                                    | 1                                    | 2                                    | 1                                    | 1                                    | 1                                    | 1                                    | 3                                    | 4                                    | 1                                    | 1                                    |                                      |                                      |                                      | 408    | 1       |
| 2019 | Mercedes AMG Petronas Motorsport       | Mercedes AMG F1 W10 EQ Power+      | Mercedes-AMG M10 EQ Power+          | Australia                            | Bahrajn                              |                                      | Azerbejdżan                          | Hiszpania                            | Monako                               | Kanada                               | Francja                              | Austria                              | Wielka Brytania                      | Niemcy                               | Węgry                                | Belgia                               | Włochy                               | Singapur                             | Rosja                                | Japonia                              | Meksyk                               | Stany Zjednoczone                    | Brazylia                             |                                      |                                      |                                      |                                      | 413    | 1       |
| 2019 | Mercedes AMG Petronas Motorsport       | Mercedes AMG F1 W10 EQ Power+      | Mercedes-AMG M10 EQ Power+          | 2                                    | 1                                    | 1                                    | 2                                    | 1                                    | 1                                    | 1                                    | 1                                    | 5                                    | 1                                    | 9                                    | 1                                    | 2                                    | 3                                    | 4                                    | 1                                    | 3                                    | 1                                    | 2                                    | 7                                    | 1                                    |                                      |                                      |                                      | 413    | 1       |
| 2020 | Mercedes-AMG Petronas F1 Team          | Mercedes-AMG F1 W11 EQ Performance | Mercedes-AMG F1 M11                 | Austria                              |                                      | Węgry                                | Wielka Brytania                      | Wielka Brytania                      | Hiszpania                            | Belgia                               | Włochy                               | Toskania                             | Rosja                                | Niemcy                               | Portugalia                           | Emilia-Romania                       | Turcja                               | Bahrajn                              | Bahrajn                              |                                      |                                      |                                      |                                      |                                      |                                      |                                      |                                      | 347    | 1       |
| 2020 | Mercedes-AMG Petronas F1 Team          | Mercedes-AMG F1 W11 EQ Performance | Mercedes-AMG F1 M11                 | 4                                    | 1                                    | 1                                    | 1                                    | 2                                    | 1                                    | 1                                    | 7                                    | 1                                    | 3                                    | 1                                    | 1                                    | 1                                    | 1                                    | 1                                    | –                                    | 3                                    |                                      |                                      |                                      |                                      |                                      |                                      |                                      | 347    | 1       |
| 2021 | Mercedes-AMG Petronas F1 Team          | Mercedes-AMG F1 W12 E Performance  | Mercedes-AMG F1 M12                 | Bahrajn                              | Emilia-Romania                       | Portugalia                           | Hiszpania                            | Monako                               | Azerbejdżan                          | Francja                              |                                      | Austria                              | Wielka Brytania                      | Węgry                                | ‡                                    | Holandia                             | Włochy                               | Rosja                                | Turcja                               | Stany Zjednoczone                    | Meksyk                               |                                      | Katar                                | Arabia Saudyjska                     |                                      |                                      |                                      | 387,5  | 2       |
| 2021 | Mercedes-AMG Petronas F1 Team          | Mercedes-AMG F1 W12 E Performance  | Mercedes-AMG F1 M12                 | 1                                    | 2                                    | 1                                    | 1                                    | 7                                    | 15                                   | 2                                    | 2                                    | 4                                    | 12                                   | 2                                    | 3                                    | 2                                    | NU                                   | 1                                    | 5                                    | 2                                    | 2                                    | 1                                    | 1                                    | 1                                    | 2                                    |                                      |                                      | 387,5  | 2       |
| 2022 | Mercedes-AMG Petronas Formula One Team | Mercedes-AMG F1 W13 E Performance  | Mercedes-AMG F1 M13                 | Bahrajn                              | Arabia Saudyjska                     | Australia                            | Emilia-Romania                       | Stany Zjednoczone                    | Hiszpania                            | Monako                               | Azerbejdżan                          | Kanada                               | Wielka Brytania                      | Austria                              | Francja                              | Węgry                                | Belgia                               | Holandia                             | Włochy                               | Singapur                             | Japonia                              | Stany Zjednoczone                    | Meksyk                               |                                      |                                      |                                      |                                      | 240    | 6       |
| 2022 | Mercedes-AMG Petronas Formula One Team | Mercedes-AMG F1 W13 E Performance  | Mercedes-AMG F1 M13                 | 3                                    | 10                                   | 4                                    | 13                                   | 6                                    | 5                                    | 8                                    | 4                                    | 3                                    | 3                                    | 38                                   | 2                                    | 2                                    | NU                                   | 4                                    | 5                                    | 9                                    | 5                                    | 2                                    | 2                                    | 23                                   | 18†                                  |                                      |                                      | 240    | 6       |
| 2023 | Mercedes-AMG Petronas Formula One Team | Mercedes-AMG F1 W14 E Performance  | Mercedes M14 E Performance 1.6 V6 t | Bahrajn                              | Arabia Saudyjska                     | Australia                            | Azerbejdżan                          | Stany Zjednoczone                    | Monako                               | Hiszpania                            | Kanada                               | Austria                              | Wielka Brytania                      | Węgry                                | Belgia                               | Holandia                             | Włochy                               | Singapur                             | Japonia                              | Katar                                | Stany Zjednoczone                    | Meksyk                               |                                      | Stany Zjednoczone                    |                                      |                                      |                                      | 234    | 3       |
| 2023 | Mercedes-AMG Petronas Formula One Team | Mercedes-AMG F1 W14 E Performance  | Mercedes M14 E Performance 1.6 V6 t | 5                                    | 5                                    | 2                                    | 67                                   | 6                                    | 4                                    | 2                                    | 3                                    | 8                                    | 3                                    | 4                                    | 47                                   | 6                                    | 6                                    | 3                                    | 5                                    | NU5                                  | DK2                                  | 2                                    | 87                                   | 7                                    | 9                                    |                                      |                                      | 234    | 3       |
| 2024 | Mercedes-AMG Petronas Formula One Team | Mercedes-AMG F1 W15 E Perfomance   | Mercedes M15 E Performance          | Bahrajn                              | Arabia Saudyjska                     | Australia                            | Japonia                              |                                      | Stany Zjednoczone                    | Włochy                               | Monako                               | Kanada                               | Hiszpania                            | Austria                              | Wielka Brytania                      | Węgry                                | Belgia                               | Holandia                             | Włochy                               | Azerbejdżan                          | Singapur                             | Stany Zjednoczone                    | Meksyk                               |                                      | Stany Zjednoczone                    | Katar                                |                                      | 223    | 7       |
| 2024 | Mercedes-AMG Petronas Formula One Team | Mercedes-AMG F1 W15 E Perfomance   | Mercedes M15 E Performance          | 7                                    | 9                                    | NU                                   | 9                                    | 92                                   | 6                                    | 6                                    | 7                                    | 4                                    | 3                                    | 46                                   | 1                                    | 3                                    | 1                                    | 8                                    | 5                                    | 9                                    | 6                                    | NU                                   | 4                                    | 10                                   | 2                                    | 12                                   | 4                                    | 223    | 7       |

‡ – Przyznano połowę punktów, gdyż zostało przejechane mniej niż 75% wyścigu.

### Podsumowanie
| Sezon | Seria                                         | Zespół                                 | Starty | P1 | PP | NO | Podia | Punkty | Pozycja |
| ----- | --------------------------------------------- | -------------------------------------- | ------ | -- | -- | -- | ----- | ------ | ------- |
| 2001  | Brytyjska Formuła Renault                     | Manor Motorsport                       | 4      | 0  | 0  | 0  | 0     | 48     | 7       |
| 2002  | Brytyjska Formuła Renault                     | Manor Motorsport                       | 13     | 3  | 3  | 5  | 7     | 274    | 3       |
| 2002  | Europejski Puchar Formuły Renault 2000        | Manor Motorsport                       | 4      | 1  | 1  | 2  | 3     | 92     | 5       |
| 2003  | Brytyjska Formuła Renault                     | Manor Motorsport                       | 15     | 10 | 11 | 9  | 13    | 419    | 1       |
| 2003  | Brytyjska Formuła 3                           | Manor Motorsport                       | 2      | 0  | 0  | 0  | 0     | 0      | NS      |
| 2003  | Formuła Renault 2000 Masters                  | Manor Motorsport                       | 2      | 0  | 0  | 0  | 1     | 24     | 12      |
| 2003  | Północnoeuropejski Puchar Formuły Renault 2.0 | Manor Motorsport                       | 2      | 0  | 0  | 0  | 0     | 25     | 27      |
| 2003  | Korea Super Prix                              | Manor Motorsport                       | 1      | 0  | 1  | 0  | 0     | n.d.   | NS      |
| 2003  | Grand Prix Makau                              | Manor Motorsport                       | 1      | 0  | 0  | 0  | 0     | n.d.   | NS      |
| 2004  | Formuła 3 Euro Series                         | Manor Motorsport                       | 20     | 1  | 1  | 2  | 5     | 69     | 5       |
| 2004  | Bahrain Super Prix                            | Manor Motorsport                       | 1      | 1  | 0  | 0  | 1     | n.d.   | 1       |
| 2004  | Grand Prix Makau                              | Manor Motorsport                       | 1      | 0  | 1  | 0  | 0     | n.d.   | 14      |
| 2004  | Masters of Formula 3                          | Manor Motorsport                       | 1      | 0  | 0  | 0  | 0     | n.d.   | 7       |
| 2005  | Formuła 3 Euro Series                         | ASM Formule 3                          | 20     | 15 | 13 | 10 | 17    | 172    | 1       |
| 2005  | Masters of Formula 3                          | ASM Formule 3                          | 1      | 1  | 1  | 1  | 1     | n.d.   | 1       |
| 2006  | Seria GP2                                     | ART Grand Prix                         | 21     | 5  | 1  | 7  | 14    | 114    | 1       |
| 2007  | Formuła 1                                     | Vodafone McLaren Mercedes              | 17     | 4  | 6  | 2  | 12    | 109    | 2       |
| 2008  | Formuła 1                                     | Vodafone McLaren Mercedes              | 18     | 5  | 7  | 1  | 10    | 98     | 1       |
| 2009  | Formuła 1                                     | Vodafone McLaren Mercedes              | 17     | 2  | 4  | 0  | 5     | 49     | 5       |
| 2010  | Formuła 1                                     | Vodafone McLaren Mercedes              | 19     | 3  | 1  | 5  | 9     | 240    | 4       |
| 2011  | Formuła 1                                     | Vodafone McLaren Mercedes              | 19     | 3  | 1  | 3  | 6     | 227    | 5       |
| 2012  | Formuła 1                                     | Vodafone McLaren Mercedes              | 20     | 4  | 7  | 1  | 7     | 190    | 4       |
| 2013  | Formuła 1                                     | Mercedes AMG Petronas F1 Team          | 19     | 1  | 5  | 1  | 5     | 189    | 4       |
| 2014  | Formuła 1                                     | Mercedes AMG Petronas F1 Team          | 19     | 11 | 7  | 7  | 16    | 384    | 1       |
| 2015  | Formuła 1                                     | Mercedes AMG Petronas F1 Team          | 19     | 10 | 11 | 8  | 17    | 381    | 1       |
| 2016  | Formuła 1                                     | Mercedes AMG Petronas F1 Team          | 21     | 10 | 12 | 3  | 17    | 380    | 2       |
| 2017  | Formuła 1                                     | Mercedes AMG Petronas Motorsport       | 20     | 9  | 11 | 7  | 13    | 363    | 1       |
| 2018  | Formuła 1                                     | Mercedes AMG Petronas Motorsport       | 21     | 11 | 11 | 3  | 17    | 408    | 1       |
| 2019  | Formuła 1                                     | Mercedes AMG Petronas Motorsport       | 21     | 11 | 5  | 6  | 17    | 413    | 1       |
| 2020  | Formuła 1                                     | Mercedes AMG Petronas F1 Team          | 16     | 11 | 10 | 6  | 14    | 347    | 1       |
| 2021  | Formuła 1                                     | Mercedes AMG Petronas F1 Team          | 22     | 8  | 5  | 6  | 17    | 387,5  | 2       |
| 2022  | Formuła 1                                     | Mercedes-AMG Petronas Formula One Team | 22     | 0  | 0  | 2  | 9     | 240    | 6       |
| 2023  | Formuła 1                                     | Mercedes-AMG Petronas Formula One Team | 22     | 0  | 1  | 3  | 6     | 234    | 3       |
| 2024  | Formuła 1                                     | Mercedes-AMG Petronas Formula One Team | 18     | 2  | 0  | 2  | 5     | 223    | 7       |

## Rekordy[210]
Lewis Hamilton jest posiadaczem następujących rekordów w Formule 1:
| Rekord                                                         | Liczba                                       |
| -------------------------------------------------------------- | -------------------------------------------- |
| Najwięcej tytułów mistrzowskich                                | 7 (2008, 2014, 2015, 2017, 2018, 2019, 2020) |
| Najwięcej zwycięstw                                            | 105                                          |
| Najwięcej podiów                                               | 200                                          |
| Najwięcej Pole Position                                        | 104                                          |
| Liczba zwycięstw po starcie z Pole Position                    | 61                                           |
| Liczba wyścigów w roli lidera przynajmniej na jednym okrążeniu | 156                                          |
| Największa liczba rekordów toru                                | 14                                           |
| Najwięcej zwycięstw z jednym zespołem                          | 83 (Mercedes AMG Petronas F1 Team)           |
| Najwięcej wyścigów ukończonych w punktach                      | 249                                          |
| Liczba wyścigów z prowadzeniem od startu do mety               | 22                                           |
| Najwięcej zwycięstw na różnych torach                          | 31                                           |
| Najwięcej zwycięstw na jednym torze                            | 9 (Silverstone)                              |
| Najwięcej Pole Position na jednym torze                        | 9 (Grand Prix Węgier Formuły 1)              |
| Najwięcej zwycięskich lat                                      | 15 (2007–2021)                               |
| Najwięcej zwycięskich lat z rzędu                              | 15 (2007–2021)                               |
| Najwięcej drugich miejsc                                       | 49                                           |
| Najwięcej podiów                                               | 195                                          |
| Najwięcej wyścigów ukończonych w punktach                      | 279                                          |
| Najwięcej startów z pierwszego rzędu                           | 175                                          |
| Najwięcej wyścigów na prowadzeniu                              | 184                                          |

## Życie prywatne
Hamilton jest katolikiem. Podkreśla że kieruje się wiarą i regularnie się modli. Twierdzi że podczas wyścigów Formuły 1 spoczywa na nim "Ręka Boga".
W 2015 roku Hamilton zajął 15. miejsce na liście najlepiej zarabiających sportowców dwutygodnika Forbes. Od 2017 roku jest weganinem. Cierpi na depresję.
W grudniu 2020 roku ogłoszono, że otrzyma on tytuł szlachecki z rąk królowej Wielkiej Brytanii Elżbiety II
Ceremonię pasowania w imieniu królowej przeprowadził w grudniu 2021 książę Karol.
Od listopada 2007 do lutego 2015, Hamilton był w związku z Nicole Scherzinger, wokalistką amerykańskiej grupy Pussycat Dolls.
W czerwcu 2022 otrzymał honorowe obywatelstwo Brazylii.

### Odznaczenia
- Knight Bachelor – ogłoszenie 2020[218][219][220][221]; uroczystość 2021[222]
- Member Orderu Imperium Brytyjskiego – ogłoszenie 2008[225][1]

### Kariera muzyczna
Brytyjczyk poza sportem również prężnie rozwija swoją karierę muzyczną jako raper pod pseudonimem XNDA. Od 10 lat pisze piosenki do tzw. „szuflady”, ale nie tylko. Siedmiokrotny mistrz świata Formuły 1 w 2018 dograł się do piosenki Christiny Aguilery „Pipe” z jej albumu pod tytułem „Liberation”.

### Majątek i biznes
Brytyjski kierowca współpracuje z takimi markami jak: producent odzieży – Puma, oraz Tommy Hilfiger, czy producent napojów energetycznych – Monster Energy. "Business Insider" umieścił Hamiltona na 17. miejscu na liście najlepiej zarabiających sportowców na świecie. Jego majątek szacuje się na kwotę ok. 285 mln dolarów (ponad miliard złotych). We wrześniu 2019 roku otworzył wegańską sieć restauracji Neat Burger, która początkowo znajdowała się tylko w Londynie. Założył organizację charytatywną pod nazwą "Mission 44", która zajmuje się pomocą ludziom z Wielkiej Brytanii, pochodzącym z biednych rodzin, a sam kierowca regularnie wpłaca pieniądze dla potrzebujących. Organizacja ta została oficjalnie wsparta przez Formułę 1. W 2022 roku stał się współwłaścicielem drużyny futbolu amerykańskiego – Denver Broncos.